# Armée d'armistice
L'Armée d'armistice, nommée également l'Armée de Vichy, est l'armée qui se trouve placée sous l'autorité du gouvernement de Vichy après l'armistice du 22 juin 1940 consécutif à la défaite de la France face à l'Allemagne au début de la Seconde Guerre mondiale. À la suite de l'armistice, la France n'est autorisée à conserver qu'une armée de « transition » de 100 000 à 120 000 hommes en métropole et des forces plus nombreuses au sein de l'Empire français : plus de 220 000 hommes en Afrique — dont 140 000 en AFN, 65 000 en AOF, 16 000 en AEF et au Cameroun —, 14 000 à Madagascar et Djibouti, 37 700 répartis dans les mandats de Syrie et du Liban entre 63 000 et 90 000 en Indochine, une marine de guerre de 60 000 hommes et une Armée de l'air de 80 000 hommes. Symbole de la souveraineté française qui justifie aux yeux du régime de Vichy une collaboration de plus en plus poussée avec le vainqueur, l'Armée d'armistice est en partie le résultat de cette collaboration, tout en étant le moyen par lequel Vichy défend sa neutralité vis-à-vis des Alliés et des forces de l'Axe.
À partir de novembre 1942, à la suite du débarquement allié en Afrique du Nord, l'Armée d'armistice cesse d'exister : d'une part, les unités stationnées en Afrique basculent massivement du côté des Alliés et s'engagent dans l'Armée française de la Libération, et d'autre part, les unités restées en métropole sont dissoutes sur ordre d'Hitler le 27 novembre 1942, procédure exécutée en décembre de la même année.

## L'Armée française avant l'armistice

### L'Armée française en 1939

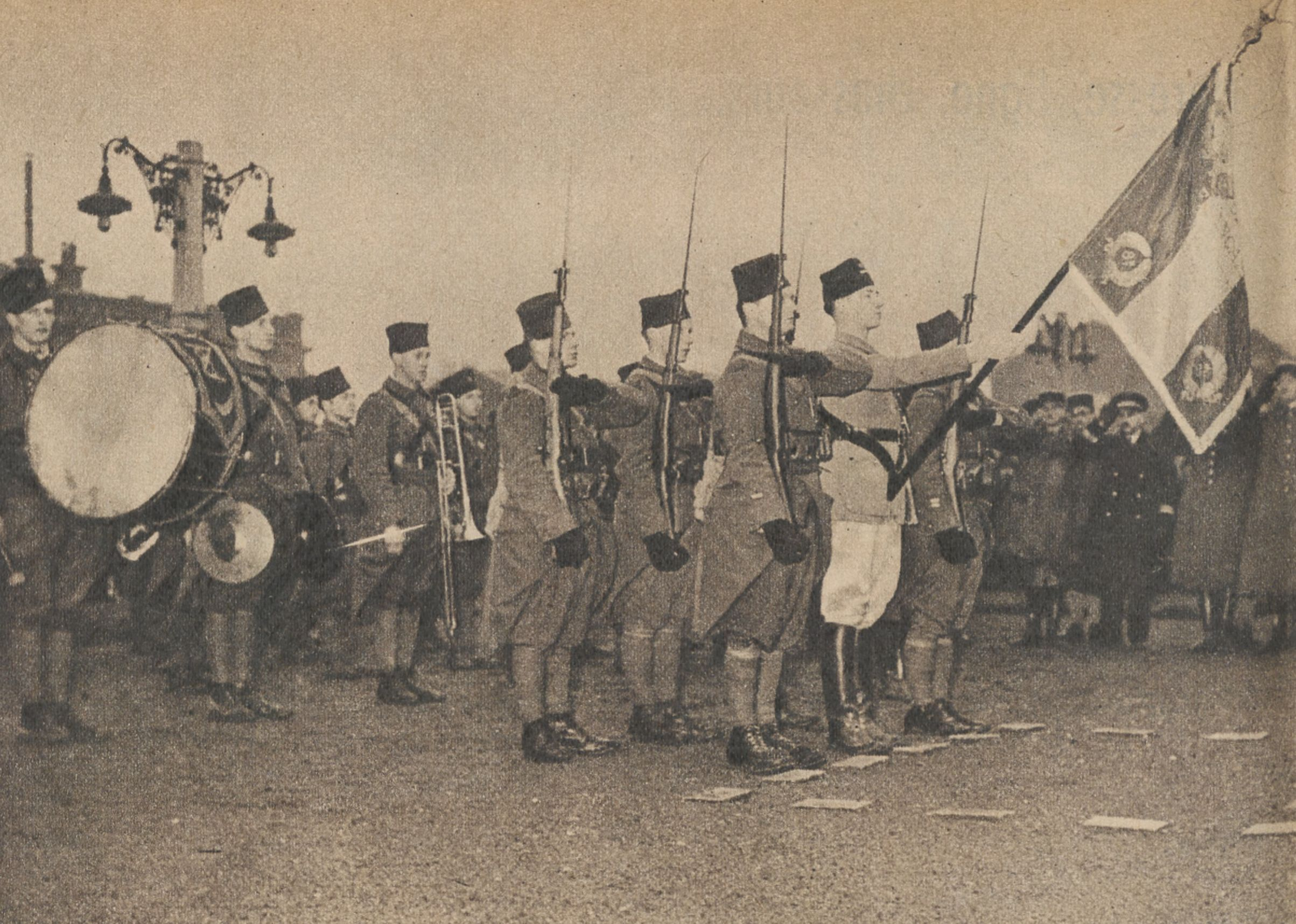
La musique et la garde d'honneur du 8e régiment de zouaves début 1940.

Dans la période qui a suivi la Première Guerre mondiale, le militarisme qui avait pu être de rigueur en France pendant les années de guerre a laissé la place à une vague de pacifisme et d'antimilitarisme. Beaucoup d'officiers ont alors démissionné. Avec une situation internationale menaçante, on assiste à un regain d'intérêt pour l'Armée française qui se traduit notamment par un accroissement des candidatures aux grandes écoles militaires. Ce renouvellement relatif se traduit, par exemple, par le fait que près d'un quart des officiers sont sortis du rang alors que cette proportion n'était que de 4 % en 1913. Toutefois, selon Christian Bachelier, ce renouveau est limité, la plupart des cadres de l'Armée restant conforme au soldat-fonctionnaire, discipliné et prêt à l'abnégation, mais craignant les initiatives et les responsabilités.
À l'issue de la mobilisation, décrétée le 1er septembre 1939, cinq millions d'hommes mobilisés sont disposés près du front ou à l'intérieur, encadrés par un corps de 80 000 officiers de réserve, 35 000 officiers d'active, dont 400 officiers généraux. Cette armée va connaître les mois d'inactivité de la Drôle de guerre avant d'être submergée par l'Armée allemande au cours de la bataille de France, en mai et juin 1940.

### Situation de l'Armée française après la défaite

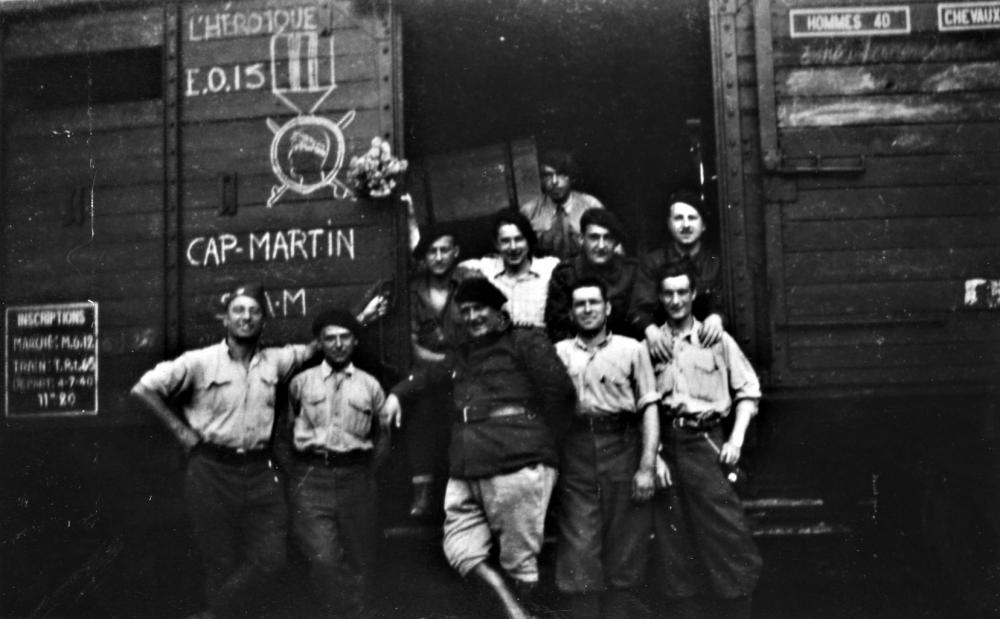
Les artilleurs du régiment d'artillerie de position (Armée des Alpes) à la gare de Saint-Raphaël le 4/7/1940 avant leur démobilisation.

Entre le 10 mai 1940 et le 25 juin 1940, l'Armée française a subi le plus grand désastre de son histoire : elle n'a pas pu empêcher l'invasion des deux tiers du territoire métropolitain par l'Armée allemande, son commandement est discrédité, et 1 500 000 sous-officiers et militaires du rang et quelque 29 000 officiers environ sont retenus prisonniers,. Le bilan des morts finalement retenu en 1990 par le ministère de la défense après exploitation des archives des décès morts pour la France entre septembre 1939 et juin 1940 retient le chiffre d'une soixantaine de milliers de morts militaires. À ce chiffre s'ajoutent les morts civils, environ 10 000. Le nombre des blessés est d'environ 200 000 blessés militaires.
Une centaine de milliers d'hommes se trouvent en Grande-Bretagne. Ce sont les membres du corps expéditionnaire de Narvik, les rescapés de Dunkerque et les équipages appartenant à la marine de guerre et à la marine marchande. La grande majorité choisiront d'être rapatriés en France. Seuls 882 marins dont 30 officiers et 1 300 volontaires de l'Armée de terre, ayant appartenu, pour la plupart, au corps expéditionnaire de Narvik, acceptent de se placer sous l'autorité de De Gaulle après l'appel lancé le 18 juin 1940 et d'intégrer les Forces françaises libres (FFL). 200 aviateurs ont également rejoint Londres. Le 15 août 1940, la Première brigade de légion française qui représente l'unité terrestre des FFL n'inclura que 123 officiers.

## L'armistice

### Les clauses de l'armistice
Lorsque Philippe Pétain, appelé par le président de la République Albert Lebrun à remplacer Paul Reynaud comme président du Conseil, demande l'armistice le 17 juin 1940, il laisse la possibilité à Hitler de dissoudre purement et simplement l'Armée française. Après la démission de Paul Reynaud, le nouveau gouvernement n'a formulé que deux préalables : d'une part, un État français doit être maintenu et d'autre part, la flotte de haute mer, invaincue, ne doit pas être livrée. Le 21 juin 1940, lorsqu'ils arrivent épuisés à la clairière de Rethondes où les attend la voiture de chemin de fer qui avait servi à la signature de l'armistice de 1918, les officiers français conduits par le général Huntziger se voient remettre par Hitler un exemplaire du texte d'armistice dont ils sont invités à prendre connaissance.
Les conditions d'armistice apparaissent clémentes à la délégation française. En particulier, ils sont agréablement surpris d'apprendre que la Flotte pourrait rester aux mains de la France. Une dizaine parmi les 24 articles de la convention d'armistice concerne la neutralisation du potentiel militaire français : les troupes sont désarmées, sauf celles nécessaires au maintien de l'ordre. Selon l'article 4 de la convention franco-allemande d'armistice, les effectifs de la nouvelle armée en France métropolitaine sont limités à 100 000 hommes organisés en huit divisions militaires et quatre régiments de cavalerie (certaines formations sont exclues de ce nombre : la brigade des sapeurs pompiers de Paris — arme du génie — a été démilitarisée alors que certains régiments avaient combattu sur la Loire ; les gendarmes ne sont pas démilitarisés, mais avaient été dès le 20 juin, placés sous les ordres du ministère de l'Intérieur, et considérés par les Allemands comme une force de maintien de l'ordre). Le principe du service de longue durée oblige à dégager des cadres et à recruter des hommes de troupe. En outre, les plans des fortifications doivent être remis à la Wehrmacht, le matériel de guerre livré intact, les aérodromes passent sous contrôle allemand.
- Article 10 : « Les Français sont tenus de ne pas continuer la guerre hors de France[19]. »
- Article 8 : « Le Reich s'engage à ne pas formuler de revendications à l'égard de la Flotte française lors de la conclusion de la paix mais la Flotte de haute mer doit regagner ses ports d'attache pour y être démobilisée et désarmée sous le contrôle des Allemands et des Italiens[16]. »

Les principales modalités concernant la taille et l'organisation de l'Armée sont décidés par des militaires allemands et italiens réunis le 29 juin à Wiesbaden, une ville de la Hesse qui avait été le siège du quartier général des autorités militaires françaises en Allemagne après 1918. Par la suite, une Commission allemande d'armistice siégeant dans la même localité dès le début du mois de juillet et chargée de veiller au respect des clauses de l'armistice en réglera aussi tous les détails.

### Diktat ou pont d'or?
Pour la plupart des dirigeants français, il semble clair que les forces allemandes qui ont écrasé l'Armée française vont rapidement venir à bout du Royaume-Uni. Ils n'imaginent pas une guerre mondiale durant plusieurs années, mais une paix très proche.
La question de savoir si en définitive les clauses de l'armistice ont été une bonne affaire pour Hitler a été très débattue dès le lendemain de la guerre : une fraction de la Wehrmacht estimait qu'Hitler avait commis une erreur en n'imposant pas un contrôle direct sur l'Empire français. En janvier 1944, Winston Churchill déclarait au général Georges : « L'armistice nous a en quelque sorte rendu service. Hitler a commis une faute en l'accordant. Il aurait dû aller en Afrique du Nord, s'en emparer et poursuivre en Égypte ». Le 28 octobre 1940, Hitler déclare à Mussolini : « C'est l'intérêt de l'Axe de faire en sorte que le Gouvernement de Vichy maintienne son contrôle sur l'Empire français d'Afrique du Nord. Si le Maroc passait aux ordres de De Gaulle, nous devrions accomplir une action difficile à mener à bien, car elle devrait être fondée uniquement sur des moyens aériens. Le meilleur moyen de conserver ces territoires est d'obtenir que ce soient les Français eux-mêmes qui les défendent contre les Anglais […] ».
Les partisans de l'armistice ne voient pas plus loin que la conclusion d'une paix immédiate. Ce sont les Britanniques qui ont modifié la donne stratégique et déjoué les plans hitlériens en gagnant la bataille d'Angleterre.

### L'Armée française de Mers el-Kébir à Montoire

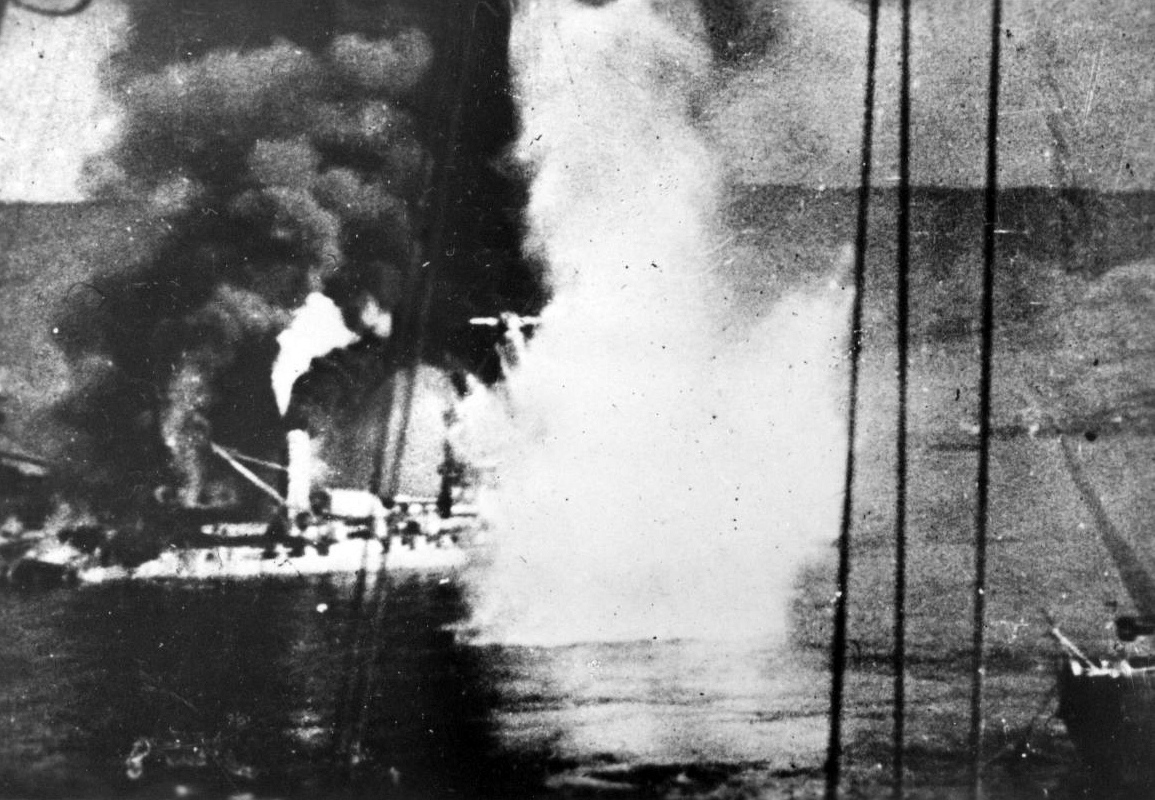
Le cuirassé Bretagne en feu, quelques minutes avant qu'il n'explose à Mers el-Kébir.

Dans l'Armée d'Outre-mer, il se développe un mouvement hostile à l'armistice qui ne doit rien à l'Appel du 18 Juin du général de Gaulle qui, bien qu'ayant été brièvement sous-secrétaire d'État à la Guerre et à la Défense nationale dans le Gouvernement Paul Reynaud, n'est alors que général de brigade à qui des généraux beaucoup plus étoilés n'ont aucune raison de se rallier. Le commandant en chef de l'Armée d'Afrique du Nord, le général Charles Noguès est le plus récalcitrant d'entre eux. Tout au long du mois de juin, il envoie au Gouvernement des télégrammes pour l'inciter à se transporter en Afrique du Nord pour y poursuivre la guerre. L'opposition de Noguès à l'armistice reçoit l'approbation de l'amiral Jean-Pierre Esteva commandant de la flotte de la Méditerranée à Bizerte et du général Eugène Mittelhauser commandant des forces françaises au Levant, c'est-à-dire en Syrie et au Liban.
Le général Maxime Weygand, commandant en chef des armées françaises depuis le 19 mai et ministre de la Défense nationale dans le nouveau Gouvernement Pétain fait savoir à Noguès qu'aucune force ne pourra lui être envoyée depuis le continent. Finalement Noguès accepte l'armistice, après avoir fait savoir qu'il risquait de concourir à une perte d'« autorité morale » aux yeux de la population indigène. Le 27 juin, le général Mittelhauser qui avait d'abord désapprouvé l'attitude de Noguès proclame à son tour la cessation des hostilités sur son théâtre d'opérations.

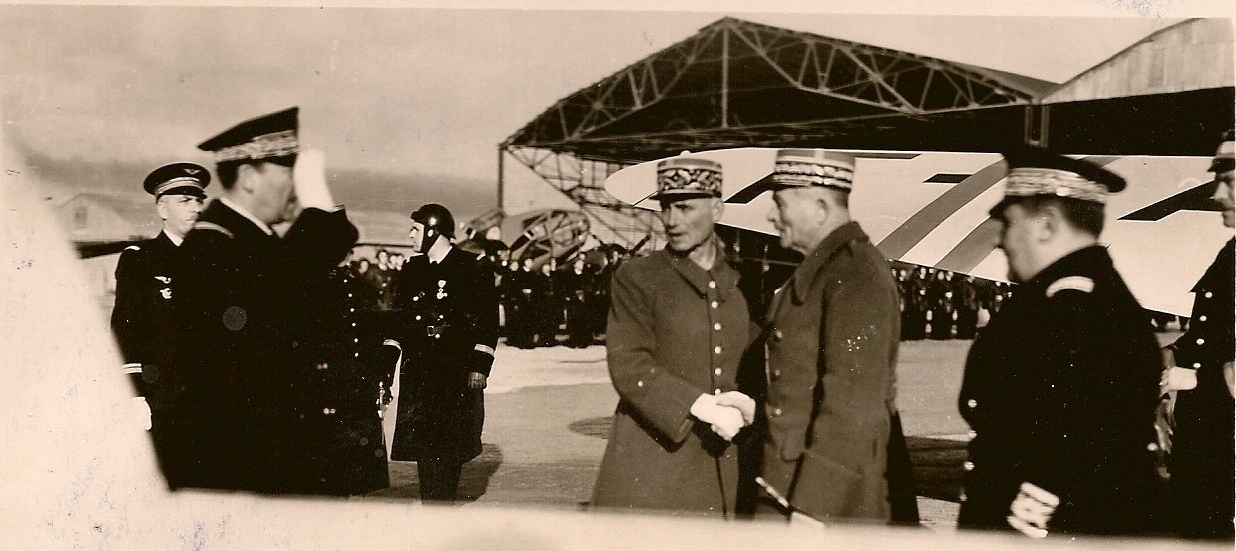
Base aérienne 144 Aïn Arnat, Sétif 1940, inspection du général Weygand accompagné de l'amiral Abrial et du général Noguès, salué par le commandant de la base et ses officiers.

Sans l'appui d'aucun chef prestigieux, les officiers qui décident de rejeter l'armistice et de poursuivre la lutte dans le camp britannique le font en vertu d'une décision individuelle impliquant, avec l'abandon de leurs hommes et de leurs postes, le reniement des principes de discipline inculqués depuis le début de leur carrière. Seule une poignée d'officiers de carrière rejoint le général de Gaulle, dont le vice-amiral Muselier, l'Armée d'armistice restant la seule héritière indiscutable de l'Armée française. Le contre-amiral Charles Platon, en tournée en Afrique française au cours du mois de juillet 1940, n'a guère de mal à convaincre ses jeunes collègues de la nécessité de conserver l'Empire français sous un commandement unique.
Au début du mois de juillet, le premier ministre britannique Winston Churchill décide d'empêcher les navires français stationnés en Grande-Bretagne ou en Afrique du Nord de rejoindre leurs ports d'attache comme le prévoyait l'article 8 de la convention d'armistice. Churchill ne croyait pas à la promesse allemande de ne pas utiliser ces vaisseaux dans des opérations militaires. Le 3 juillet 1940, après remise d'un ultimatum et son refus par le commandant français, la Royal Navy attaque la flotte française à Mers el-Kébir et la coule avec ses équipages à bord faisant 1 297 tués,. Ce drame que le général de Gaulle définit comme « déplorable et détestable », mais qu'il préfère à une prise des navires par les nazis, signifie pour lui la fin de tout espoir d'une entrée massive en dissidence de l'Afrique du Nord et l'interruption du courant d'exilés volontaires vers Londres.
À la fin du mois d'août, la poignée d'officiers qui avait rejoint de Gaulle à Londres réussit quand même à faire basculer dans le camp des Français libres le Tchad, puis le Cameroun et le Congo avec la complicité des officiers en place. Comme le note Crémieux-Brilhac, si l'Armée traditionnelle a refusé l'aventure, les lieutenants et capitaines de la Légion et des troupes coloniales sont beaucoup plus réceptifs et forment l'ossature initiale des FFL. Les Français Libres appuyés par les Britanniques échouent devant Dakar les 23 et 25 septembre où ils sont accueillis à coups de canon par le gouverneur Boisson et doivent néanmoins prendre par la force le Gabon le 9 novembre.

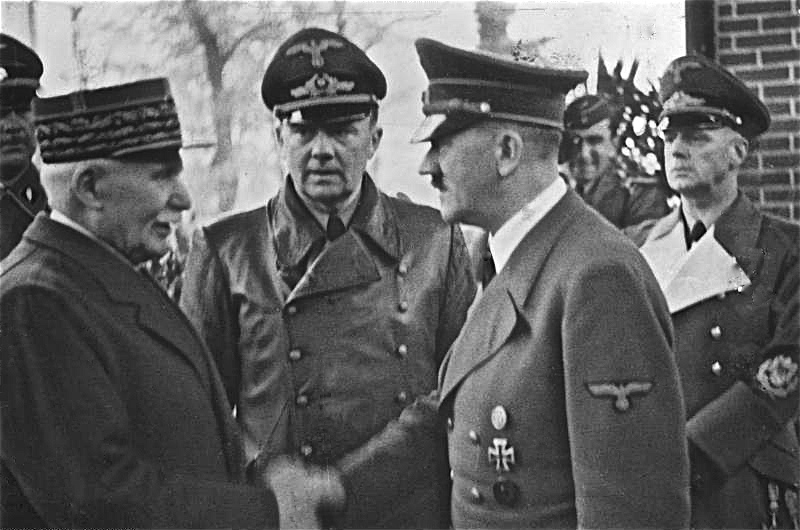
Pétain serrant la main d'Hitler à Montoire. Entre eux deux dirigeants, l'interprète Paul-Otto Schmidt et derrière Hitler Joachim von Ribbentrop, ministre des Affaires étrangères du Reich.

C'est dans ce contexte, où les troupes françaises d'outre-mer avaient été amenées à ouvrir le feu contre les Britanniques, ou contre les Français libres, que Pétain rencontre Hitler à Montoire-sur-le-Loir le 24 octobre 1940.
À Montoire et dans la période qui suit, les négociateurs français mettent en avant ces faits d'armes qui prouvent que l'État français sait défendre sa souveraineté contre son ancien allié pour grappiller quelques avantages de la part du vainqueur. À Montoire, Pétain propose de reconquérir l'Afrique centrale devenue gaulliste et de combattre le Royaume-Uni dans ce but sans toutefois lui déclarer la guerre,,,. Auparavant, à la commission d'armistice de Wiesbaden, le général Doyen, évoquant Dakar avait demandé au général von Stülpnagel « un geste équivalent de la part de l'Allemagne » et le ministre de la Guerre français Charles Huntziger souligne que « la France se bat avec l'Allemagne contre l'Angleterre ». Pétain, dans son discours du 30 octobre 1940 annonçant son engagement sur la voie de la collaboration parle d'ailleurs de « réduire les dissidences » des colonies.
Dans les négociations qui suivent Montoire, les questions militaires occupent une place centrale. Le ministre de la Guerre Huntziger y joue un grand rôle. Laval met également en avant qu'il faut démontrer à la population que la politique de collaboration aura deux retombées importantes : des améliorations économiques et un renforcement de l'Armée française.
Cependant, bien qu'à Montoire Hitler soit resté indifférent à la proposition de collaboration militaire de Pétain, il a fait quelques concessions afin d'encourager la collaboration militaire de Vichy. Quelques officiers français furent libérés dans le but de monter une opération de reconquête du Tchad.
Finalement aucune expédition militaire n'est montée pour reconquérir le Tchad, mais après la prise en force de Libreville par les Français Libres, les Allemands permettent que les effectifs en Afrique du Nord soient relevés à 127 000 hommes. À ce chiffre s'ajoutent 60 000 hommes transformés en forces de police.

## L'Armée nouvelle

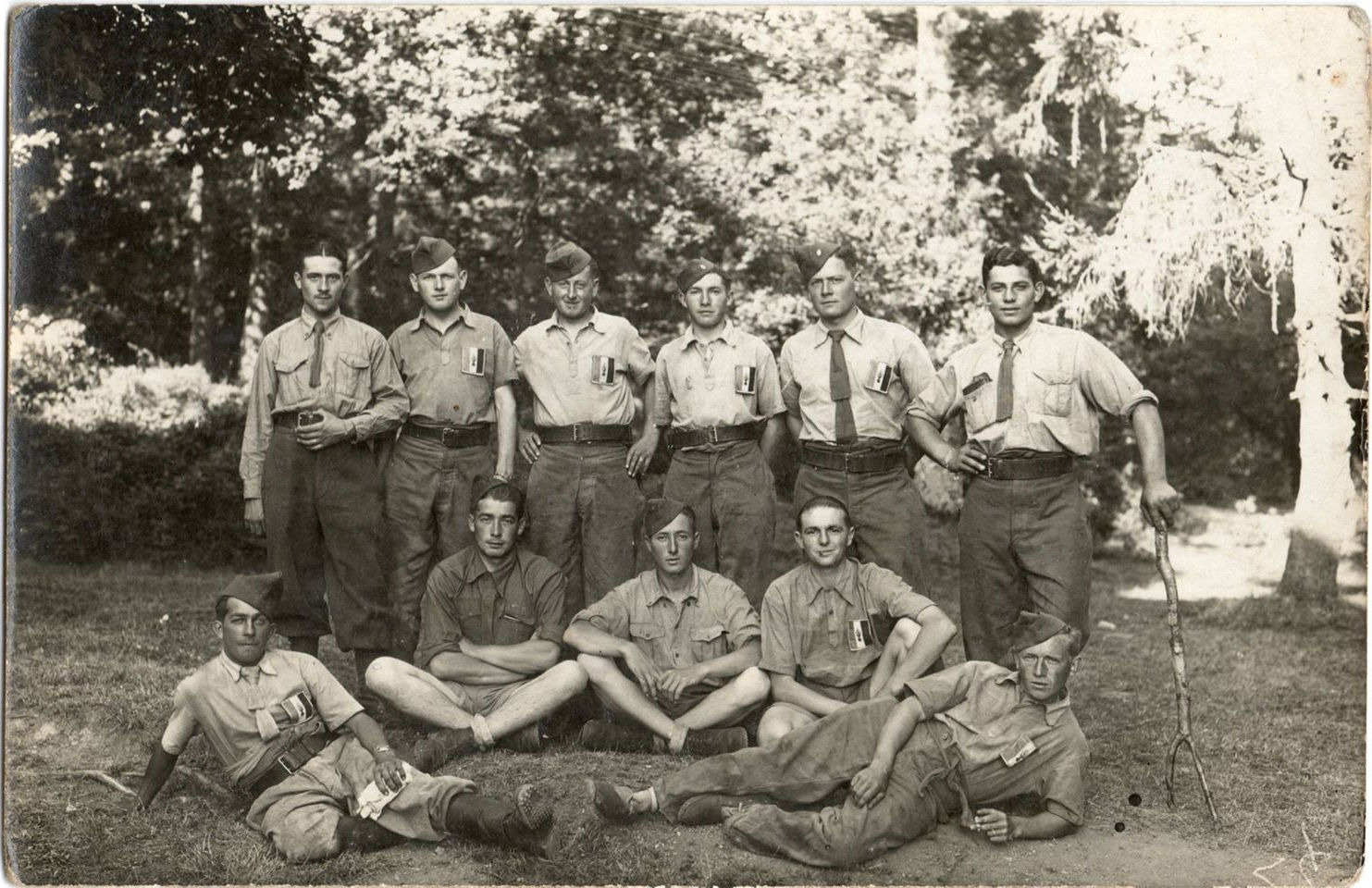
Soldats du d'infanterie à Épernon vers 1941.

### Refus de la dissidence
L'armistice de juin 1940 est loin de faire l'unanimité parmi les unités de l'Armée stationnées dans les différentes colonies de l'Empire français. Les troupes de Syrie, par exemple, avaient semblé être tentées par la poursuite de la guerre. Il était alors aisé de passer en Palestine, contrôlée par les Britanniques. En fait, sur une armée de 100 000 hommes, seuls quatre à cinq cents d'entre eux franchissent la frontière. Sur les 2 000 officiers et marins de l'escadre de Méditerranée orientale mouillée à Alexandrie, seule une centaine rejoignent les Français Libres d'Égypte.

### Resserrement sur l'élite
Comme pour l'armée allemande (la Reichswehr) en 1919, la nécessité de restreindre le nombre d'officiers français à 8 000 permet de renforcer l'homogénéité du corps des officiers, en grande partie issus des grandes écoles militaires : Saint-Cyr et Polytechnique. La démobilisation des officiers est un grand sujet de préoccupation pour le commandement dès le lendemain de l'armistice. Dans l'Armée de terre, ce sont quelque 22 000 officiers qui sont dégagés des effectifs. Pour parvenir à cet objectif de la façon la plus indolore qui soit, l'âge de la retraite est abaissé et un certain nombre de services spécialisés comme la santé, ou l'intendance sont « civilisés », c'est-à-dire que le personnel autrefois militaire effectue les mêmes tâches avec un statut civil. Les volontaires au départ bénéficient d'un statut spécial, le « congé d'armistice », avec une solde réduite, maintien des droits à la retraite et possibilité de reprendre leur carrière.
Comme les volontaires au départ à la retraite ou au congé d'armistice ne sont pas assez nombreux, un comité dirigé par le général Aimé Doumenc examine le dossier de chaque officier de façon à recentrer le corps des officiers sur une élite particulièrement représentative de ce que les chefs de l'Armée considèrent comme l'idéal de leur profession. Il s'agit d'éliminer les incompétents, mais aussi les « dissidents ».
Pour le recrutement de la troupe, l'armistice aurait imposé d'abandonner complètement le système de conscription pour passer à l'armée de métier, mais en novembre 1942, il reste encore 25 000 appelés. L'engagé volontaire doit avoir entre 18 et 25 ans, ne doit pas être marié, ne doit pas être Juif ni appartenir à une société secrète. 38 % des engagés sont classés comme ouvriers, 21 % paysans, et 12 % manœuvres,.
La solde est élevée pour attirer les volontaires vers cette armée n'ayant plus le prestige d'antan, celle d'un caporal varie de 4 320 à 6 840 francs, un soldat de 1re classe touche de 3 960 à 6 210 francs et un soldat de 2e classe de 3 600 à 5 700 francs.

### Un armement réduit
Selon les décisions de la commission de Wiesbaden, les unités stationnées en France métropolitaine n'ont pas le droit de conserver des chars, des armes antichars et antiaériennes. Pour l'artillerie, les canons d'un calibre supérieur à 75 mm sont interdits. Les 24 régiments d'infanterie de métropole doivent se contenter d'armes individuelles, de 132 mitrailleuses et de 136 mortiers… Chaque régiment est autorisé à conserver cinq voitures de liaison, 6 motocyclettes et 140 bicyclettes. Les réserves de munitions sont limitées à 1 000 coups par pièce. Le nombre d'automitrailleuses est limité à 64. Ce sont des engins Panhard 178 équipés à l'origine d'un canon antichar de 25 mm et d'une mitrailleuse de 7,5 mm, mais le canon antichar est enlevé et remplacé par une seconde mitrailleuse,.
Après Mers-el-Kébir, les Allemands autorisent la reconstitution de forces antiaériennes. Les forces terrestres antiaériennes (FTA) en métropole regroupent deux batteries de canons de 90 mm modèle 1939, 32 (puis 39) batteries de canons antiaériens de 75 mm (en), 15 (puis 27) batteries de canons de 25 mm, seize batteries de projecteurs, seize compagnies de guet aérien. La Marine compte également quatorze batteries de canons antiaériens et quatre batteries de projecteurs, et l'Armée de l'Air six batteries de canons de 25 mm.

### Organigramme des troupes terrestres de métropole

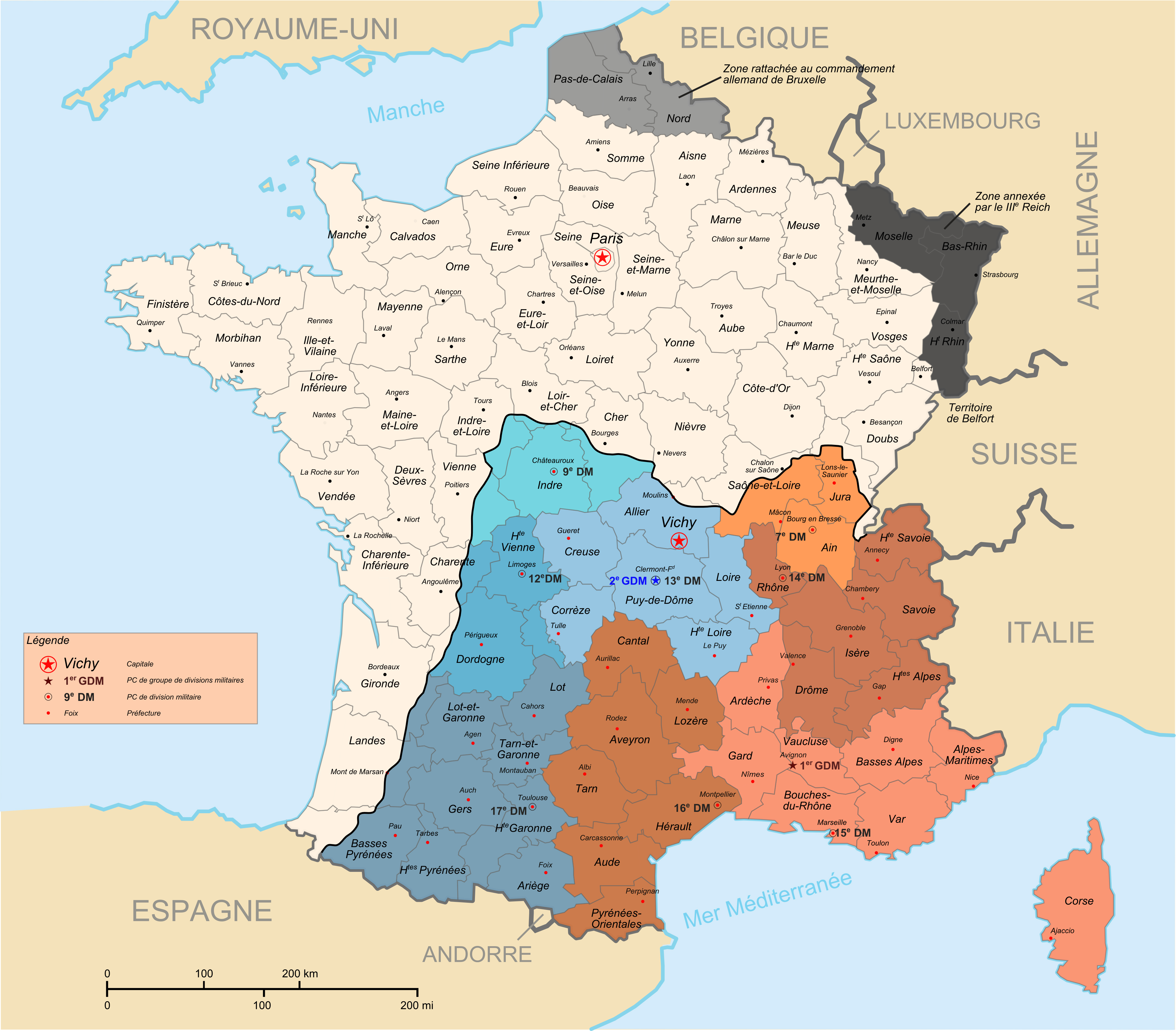
Implantation des divisions militaires.

Le 16 avril 1942, la loi 509 portant création d'un Commandement en chef des Forces militaires de Terre, de Mer et de l'Air ordonnent une centralisation unique dans l'histoire de l'Armée française ; le commandant en chef étant l'amiral de la flotte François Darlan placé directement sous les ordres du chef de l'État Philippe Pétain tandis que le ministère de la Défense est supprimé.
En zone libre, l'armée est divisée en huit divisions militaires réparties dans deux groupes (GDM) :
- 1er groupe de divisions militaires (Avignon)[52] :
  - 7e division militaire, Bourg-en-Bresse, départements de l'Ain et les zones non occupées du Jura et de Saône-et-Loire. Elle regroupe le 1er, le 2e et le 10e bataillon de chasseurs à pied (respectivement à Belley, Jujurieux et Neuville-sur-Ain, formant la 4e demi-brigade de chasseurs à pied, DBCP), le 65e régiment d'infanterie (Bourg-en-Bresse, Mâcon, Sathonay), le 151e régiment d'infanterie (Lons-le-Saunier), le 5e régiment de dragons (Mâcon), le 61e régiment d'artillerie (La Valbonne), le 10e bataillon du génie (La Valbonne), le groupe de transmissions 8/7 (Bourg-en-Bresse), la 7e compagnie du train (Bourg-en-Bresse), le 12e groupement de DCA (Lyon).
  - 14e division militaire, Lyon (le général commandant cette unité a le titre de gouverneur militaire de Lyon), départements du Rhône, de Haute-Savoie, de Savoie, de l'Isère, des Hautes-Alpes, de la Drôme et l'arrondissement de Barcelonnette des Basses-Alpes. Elle regroupe le 6e, le 13e et le 27e bataillon de chasseurs alpins (respectivement à Grenoble, Chambéry et Annecy, formant la 3e demi-brigade de chasseurs alpins, DBCA), le 153e régiment d'infanterie alpine (Lyon), le 159e régiment d'infanterie alpine (Grenoble), le 11e régiment de cuirassiers (Lyon), le 2e régiment d'artillerie de montagne (Grenoble et Lyon), le 4e bataillon du génie (Grenoble), le groupe de transmissions 8/14 (Grenoble), la 14e compagnie du train (Lyon), le 12e groupement de DCA (Lyon).
  - 15e division militaire, Marseille, départements de l'Ardèche, du Gard, du Vaucluse, des Bouches-du-Rhône, des Alpes-Maritimes, du Var et des Basses-Alpes moins l'arrondissement de Barcelonnette. Elle regroupe le 20e, le 24e et le 25e BCA (à Digne pour le 20e BCA et Hyères pour les deux autres, formant la 2e DBCA), le 43e RI (Marseille), le 21e régiment d'infanterie coloniale (Toulon et Arles), 173e bataillon autonome de Corse (Bastia), le 12e régiment de cuirassiers (Orange), le 10e régiment d'artillerie coloniale (Nîmes, Tarascon, Draguignan), le 7e bataillon du génie (Avignon), le groupe de transmissions 8/15 (Avignon), la 15ecompagnie du train (Marseille), le 13e groupement de DCA (Marseille, Hyères, Nîmes, Privas).
  - 16e division militaire, Montpellier, départements du Cantal, de la Lozère, de l'Aveyron, du Tarn de l'Hérault, de l'Aude et des Pyrénées-Orientales. Elle regroupe le 8e RI (Montpellier et Sète), le 51e RI (Albi et Rodez), le 2e RIC (Perpignan, Carcassonne, Castelnaudary, le 3e RD (Castres), le 15e RA (Montpellier, Carcassonne, Castres), le 2e bataillon du génie (Montpellier), le groupe de transmissions 8/16 (Montpellier), la 16e compagnie du train (Albi), le 14e groupement de DCA (Montpellier, Perpignan, Port-Vendres).
  - La 1re brigade de cavalerie comprenant le 1er et 7e régiment de chasseurs (respectivement à Vienne et Nîmes) est rattachée au 1er GDM.
- 2e groupe de divisions militaires (Clermont-Ferrand)[52] :
  - 9e division militaire, Châteauroux, département et l'Indre et les zones non occupées du Cher, d'Indre-et-Loire et de la Vienne. Elle regroupe le 1er RI (Saint-Amand, Issoudun, Dun-sur-Auron), le 27e RI (Montmorillon), le 32e RI (Loches, Châteauroux), le 8e RC (Châteauroux et Buzançais), le 72e RA (Issoudun, Dun-sur-Auron, L'Isle-Jourdain), le 6e bataillon du génie (Le Blanc), le groupe de transmissions 8/9 (Châteauroux), la 9e compagnie du train (Châteauroux), le 21e groupement de DCA (Châteauroux).
  - 12e division militaire, Limoges, département de la Haute-Vienne, zones non occupées de la Charente, de la Dordogne et l'arrondissement de Brive du département de la Corrèze. Elle regroupe le 8e, le 16e et le 30e bataillon de chasseurs à pied (respectivement à Magnac-Laval, Limoges et Saint-Laurent-de-Céris, formant la 1re DBCP), le 26e RI (Périgueux, Bergerac, Brantôme), le 41e RI (Brive, Saint-Yrieix), le 6e RC (Limoges), le 35e RA (Périgueux, Limoges), le 1er bataillon du génie (Bergerac), le groupe de transmissions 8/12 (Limoges), la 12e compagnie du train (Limoges), le 22e groupement de DCA (Limoges, Bergerac).
  - 13e division militaire, Clermont-Ferrand, départements de la Creuse, du Puy-de-Dôme, de la Loire, de la Haute-Loire de la Corrèze (moins l'arrondissement de Brive) et zone non occupée de l'Allier. Elle regroupe le 5e RI (Saint-Etienne, Roanne), le 92e RI (Clermont-Ferrand, Riom), le 152e RI (Montluçon, La Palisse), le 8e RD (Issoire), le 4e RA (Clermont-Ferrand), le 9e bataillon du génie (Roanne), le groupe de transmissions 8/13 (Clermont-Ferrand), la 13ecompagnie du train (Clermont-Ferrand), le 23e groupement de DCA (Clermont-Ferrand, Saint-Etienne).
  - 17e division militaire, Toulouse, départements du Lot, de Lot-et-Garonne, du Gers, de la Haute-Garonne, des Hautes-Pyrénées, de l'Ariège et les zones non occupées de la Gironde, des Landes et des Basses-Pyrénées. Elle groupe le 18e RI (Pau, Tarbes, Aire-sur-Adour), le 23e RI (Toulouse, Montauban), le 150e RI (Agen, Marmande, Cahors), le 2e RD (Auch), le 24e RA (Toulouse, Agen, Tarbes), le 3e bataillon du génie (Castelsarrasin), le groupe de transmissions 8/17 (Toulouse), la 17e compagnie du train (Tarbes), le 24e groupement de DCA (Toulouse, Lannemezan).
  - La 2e brigade de cavalerie comprenant les 2e et 3e régiment de hussards (respectivement à Tarbes et Montauban) est rattachée au 2e GDM.

### Organigramme des unités aériennes en métropole
En vertu des conditions d'armistice révisées, les groupes de chasse comprenaient 26 appareils et les groupes de bombardement ou de reconnaissance 13 appareils.
Groupes de Chasse
- G.C. I/1 à Lyon-Bron (Bloch 152).
- G.C. II/1 à Le Luc-en-Provence (Bloch 152).
- G.C. I/6 à Salon-de-Provence (Morane 406), dissous le 30 octobre 1940.
- G.C. I/8 à Montpellier-Fréjorgues (Bloch 152).
- G.C. I/8 à Marignane (Bloch 152).
- G.C. II/9 à Aulnat (Bloch 152).
- G.C. III/9 à Salon-de-Provence (Bloch 152).
- E.C.N. I/13 à Nimes-Garons (Potez 631).
- E.C.N. III/13 à Nimes-Garons (Potez 631).

Groupes de Bombardement
- G.B. I/12 à Istres (Lioré et Olivier LéO 451)
- G.B. II/15 à Istres (Farman F 222)
- G.B. I/31 à Istres (Lioré et Olivier LéO 451)
- G.B. I/38 à Istres (Amiot 143)
- G.B. I/38 à Istres (Amiot 143)
- G.B.A. I/51 à Lézignan (Bréguet 693 et Bréguet 695)
- G.B.A. I/54 à Lézignan (Bréguet 693)

Groupes de Reconnaissance
- G.R. I/14 à Perpignan (Potez 63.11)
- G.R. II/14 à Avignon-Pujaut (Potez 63.11)
- G.R. II/22 à Montpellier-Fréjorgues (Potez 63.11)

### L'Armée de Vichy et les gaullistes

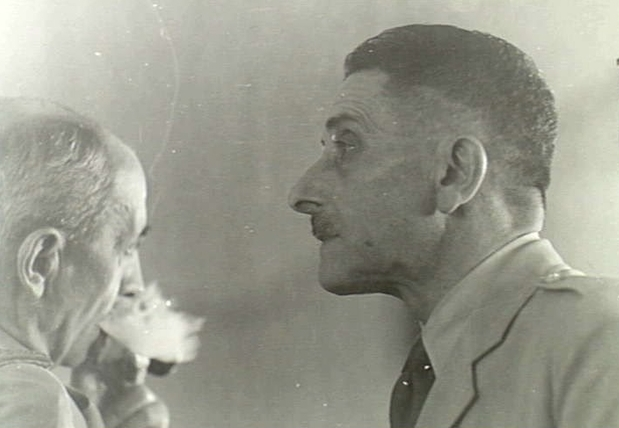
Le général vichyste de Verdilhac (à droite) et le général FFL Catroux échangeant lors des négociations de Saint-Jean-d'Acre.

L'historien Robert Paxton note que « […] Pratiquement aucun officier français ne se réjouissait de l'occupation par les Allemands des deux tiers de la France ; aucun n'était « pro-allemand » au sens littéral du terme. Le national-socialisme ne toucha une corde sensible que chez un très petit nombre d'officiers marginaux […] ».
S'il existe, au sein de l'Armée d'armistice, une mouvance anti-allemande qui peut s'exprimer à peu près librement, le courant gaulliste est pratiquement inexistant. De nombreux officiers de carrière impliqués dans des actions anti-allemandes tiennent pourtant à se démarquer des gaullistes, tel le général de La Laurencie qui sert de relais pour le transfert des fonds de l'OSS vers Henri Frenay, mais qui, fervent pétainiste, dénonce les dissidents gaullistes en ces termes : « Toute dissidence est un crime contre la patrie ».
Par son appel du 18 Juin, le général de Gaulle invitait prioritairement « les officiers et les soldats français » à venir le rejoindre. On comprend bien que la plupart des officiers ayant charge de famille ne se soient pas précipités à Londres. La dissidence gaulliste reste néanmoins une menace contre laquelle il convient d'argumenter pour convaincre les officiers qui seraient tentés par l'aventure, comme le fait le général Dentz en écrivant dans Le Figaro : « Vous connaissez ceux qui sont passés de leur côté : les tarés, endettés, ambitieux, aigris, mal mariés ou pourvus de maîtresses […] ».
Les Britanniques et les gaullistes ne se privent d'ailleurs pas de courtiser les officiers français au plus haut échelon. Weygand qui avait reçu une lettre des Britanniques concernant l'approvisionnement en pétrole de l'Afrique du Nord en reçoit une autre de De Gaulle le 2 mars 1941. Il s'en déclare offensé par le ton comme par le contenu. Le général Catroux, le plus gradé des compagnons de De Gaulle n'a pas plus de succès en contactant certains de ses anciens subordonnés comme le général Laure devenu chef de cabinet de Pétain. Catroux fait valoir que la reprise des hostilités par le Gouvernement français pourrait effacer le sentiment de défaite laissé chez les peuples coloniaux, et que ceci mérite de « sacrifier ce qu'il reste de territoire métropolitain non occupé ». Laure reste convaincu que la rupture de l'armistice n'aurait d'autre effet que de « poloniser » la France.
Au sein de l'Armée d'Afrique, par suite des différents conflits avec les FFL ou les forces britanniques, les gaullistes font l'objet d'un véritable rejet qui sera l'une des données pour le débarquement allié de novembre 1942 : « Rien ne pouvait se faire en Afrique du Nord sans l'appui des très nombreux éléments patriotes du vichyisme. Le gaullisme de Londres y était inexportable, tout comme le romantisme gauchisant de la future résistance métropolitaine. Si l'on voulait réussir, il fallait en Afrique du Nord une formule particulière, et par-dessus tout, entraîner l'Armée qui constituait le facteur décisif ».

### Anglophobie

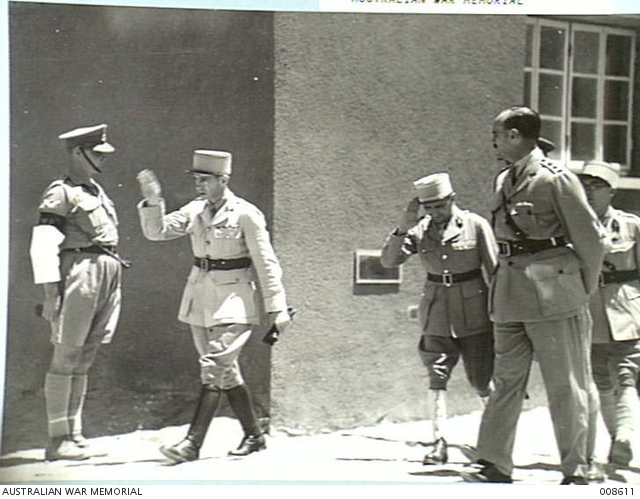
Officiers vichystes rendant le salut d'un policier militaire britannique alors qu'ils viennent négocier à Saint-Jean-d'Acre le 12/7/1941.

L'anglophobie d'une large partie de l'armée a aussi pu favoriser l'adhésion du corps militaire à la politique de neutralité défendue par Vichy depuis l'armistice et l'entrevue de Montoire. Avant même l'affaire de Mers el-Kébir, de multiples raisons font monter le ressentiment contre les Britanniques au sein de l'Armée française : faible engagement britannique dans la bataille de France, évacuation de Dunkerque. Des dirigeants français avaient également mis en cause l'égoïsme des Britanniques qui refusaient d'envoyer toute la flotte aérienne de la RAF.
Après Mers-el-Kébir, dès l'automne 1940, les Britanniques soutiennent les avancées des Français libres en AEF. Beaucoup d'officiers servant dans les colonies françaises doutaient, à l'image du gouverneur général du Sénégal, Pierre Boisson, que la Grande-Bretagne rendrait Dakar à la France, si elle s'en emparait. Paxton souligne que de Gaulle lui-même avait besoin d'être rassuré à propos des rivalités impériales franco-britanniques : « Au général de Gaulle qui sur ce sujet comme sur bien d'autres, partageait les vues de Vichy, Churchill avait promis par écrit dès le 7 août 1940 la restauration intégrale de la grandeur de la France ».
À cette rivalité historique s'ajoutent les frictions quotidiennes consécutives au blocus que la Grande-Bretagne faisait subir à l'Europe hitlérienne et qui se traduit par l'arraisonnement en haute mer de bâtiments de commerce français. Et, lorsque les relations entre Vichy et la Grande-Bretagne se radoucissent, que des pourparlers sont amorcés en vue d'alléger le blocus, ce sont les Allemands qui exigent la cessation de toute négociation.

### L'option Giraud
Peu sensibles aux sirènes du gaullisme, anti-allemands et anglophobes, les officiers de l'Armée d'armistice se sentent beaucoup plus à l'unisson du général Giraud à partir d'avril 1942, date à laquelle ce dernier réussit son évasion de la forteresse de Königstein. Général d'armée, il bénéficie alors d'un grand prestige et incarne les aspirations de tous ceux qui, surtout depuis l'entrée en guerre des États-Unis en décembre 1941, se verraient bien retourner aux côtés des Alliés.

## L'Armée dans la Révolution nationale

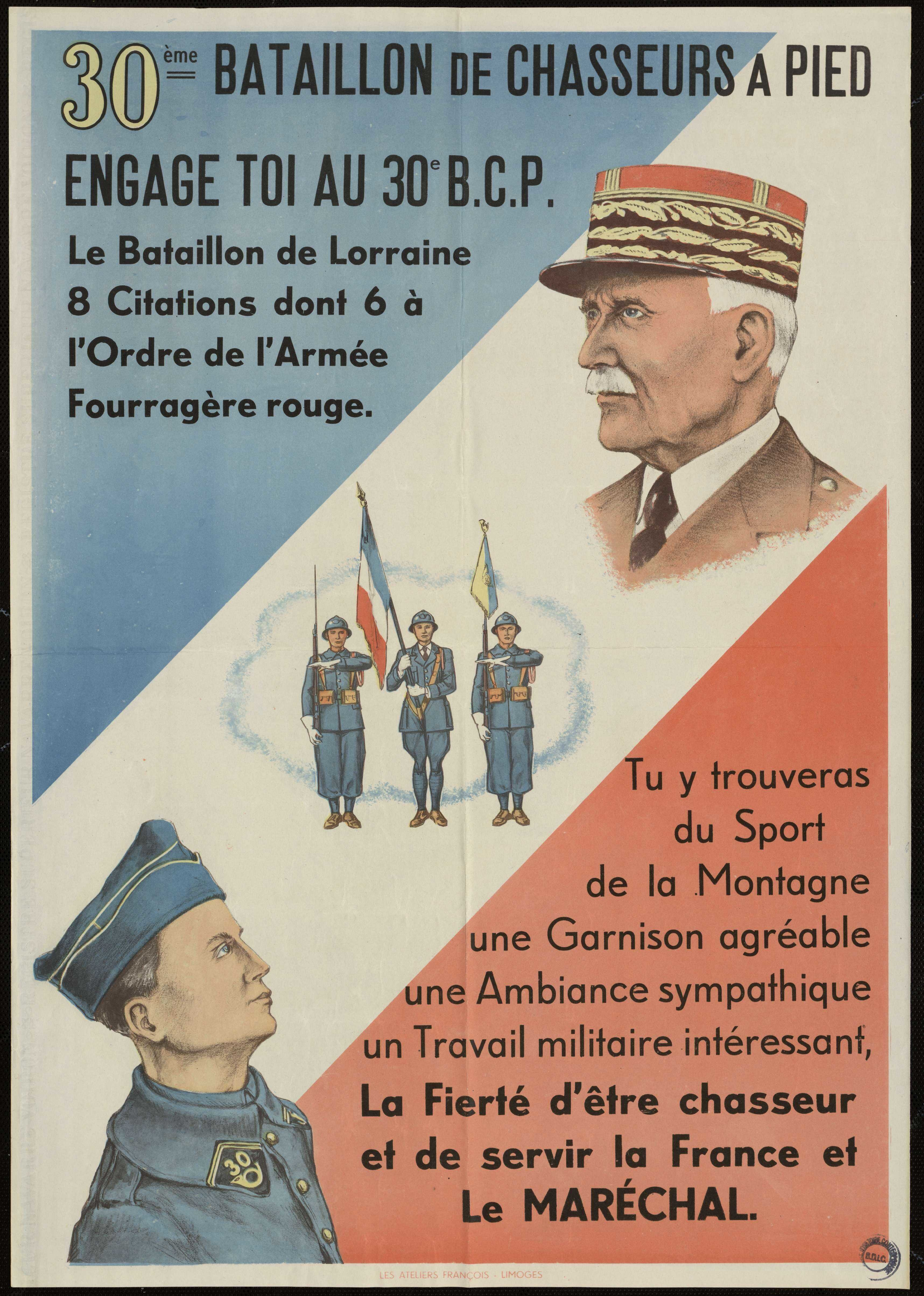
Affiche de recrutement pour le de chasseurs à pied : La Fierté d'être chasseurs et de servir la France et Le Maréchal.

L'ensemble des officiers accueille avec enthousiasme l'arrivée au pouvoir de Pétain et la mise en place de la Révolution nationale. Paxton parle d'un véritable engouement pour le régime qui s'explique notamment par le fait que depuis le début du siècle, l'Armée s'était retrouvée marginalisée et particulièrement mal représentée dans les sphères du pouvoir. Contrairement à la pratique de la fin du XIXe siècle, où le ministre de la Guerre était toujours choisi parmi le corps des officiers généraux et était donc à même de faire entendre la voix de l'Armée au Gouvernement, la nomination de civils à ce poste devient la règle après l'affaire Dreyfus.
Les officiers voient d'un bon œil le changement de régime intervenu en juillet 1940, et l'éclipse du Parlement qu'il implique. L'Armée est particulièrement bien représentée dans ce régime. Dans le cabinet formé par Pétain le 12 juillet 1940 : non seulement les portefeuilles militaires reviennent à des militaires, mais ces derniers reçoivent également le ministère des Colonies et des postes importants dans l'administration civile comme le secrétariat à la Famille et à la Jeunesse ou le commissariat à la Construction. Beaucoup de militaires de haut rang se verront attribuer des responsabilités de premier ordre : avec le titre de ministre secrétaire d'État à la Guerre, le général Weygand sera quasiment chef de Gouvernement jusqu'en septembre 1940, où il devient une sorte de proconsul du Gouvernement en Afrique du Nord. Il intervient directement auprès de Pétain pour donner son avis sur les questions importantes comme les accords de Paris en 1941, ou l'attitude à tenir face au débarquement d'Afrique du Nord, en 1942. L'amiral Darlan, d'abord ministre de la Marine, devient chef du Gouvernement le 10 février 1941. Secrétaire d'État à la Marine à partir d'avril 1942, l'amiral Auphan est l'un des proches de Pétain. Le général de La Laurencie est délégué général du Gouvernement français auprès des autorités d'Occupation à Paris, et participe avec zèle à la politique d'aryanisation des entreprises juives en zone occupée.
Les Juifs et les francs-maçons sont évincés du corps des officiers dès 1940, en vertu des lois d'exception. Dans les armées de terre et de l'air, 106 officiers et 307 sous-officiers juifs sont évincés, ainsi que 165 officiers et 24 sous-officiers maçons. Le 24 octobre 1940, le haut commandement de l'Armée, sous l'autorité du général Huntziger, ministre secrétaire d'État à la Guerre depuis le 6 septembre 1940, se montre plus zélé que Xavier Vallat, commissaire civil aux questions juives, en interdisant aux Juifs de s'engager comme simples soldats alors que la loi du 3 octobre 1940 limitait l'exclusion des Juifs aux grades d'officiers et de sous-officiers.
Privés de moyens militaires, les dirigeants de l'Armée prétendent se livrer à une reconquête morale de la France qui passe par « l'éducation de quelques bons Français ». Les officiers de l'Armée vont être particulièrement impliqués dans la démarche de régénération morale et spirituelle qui est au cœur de la Révolution nationale. Pour Paxton, cette implication va de pair avec l'idée qui imprègne le corps des officiers, que la défaite de 1940 était fondamentalement d'ordre moral et spirituel, et non technique et militaire.
Les chantiers de la jeunesse ne font pas partie de l'Armée de Vichy, mais ses cadres sont recrutés parmi les officiers au premier rang desquels figure le général de La Porte du Theil qui parle de l'Armée comme « un exemple moral permanent et nécessaire ». Le même de La Porte du Theil, pour qui l'Armée est le modèle suprême, propose de « remettre à leur place dans l'éducation les vertus qu'on dit « militaires », et bien à tort, car le courage, le désintéressement, la loyauté et la discipline sont nécessaires, il me semble, à tous. Mais il est bien vrai que c'est dans l'Armée qu'elles doivent fleurir et que l'Armée en est leur sanctuaire ».
Passionnément intéressé par la jeunesse, le général Jean de Lattre de Tassigny, qui aurait voulu se voir confier les Chantiers de la Jeunesse, crée son propre système d'écoles spéciales de cadres. Dès juillet 1940, commandant militaire du département du Puy-de-Dôme, il réalise une expérience pilote dans le village d'Opme où il rassemble une centaine de jeunes, représentant tous les horizons et toutes les couches sociales et, sous la direction d'artisans qualifiés, leur fait reconstruire en pierres de taille les maisons du village. En été 1941, De Lattre installe sur le même site une école de cadres militaires pour la 13e division militaire, avec l'intention de créer un modèle susceptible d'être étendu aux sept autres divisions de l'Armée d'armistice. Trois cents officiers, sous-officiers et hommes de troupe partagent une vie communautaire dans le village. Le principal objectif de de Lattre est de produire des chefs, un type de personnalité dominatrice que la démocratie avait réprimé. En plus d'une formation intellectuelle où l'Histoire de France tient une large place, la « loi de l'effort » qui se traduit par la discipline, les exercices militaires, les travaux de force et un souci de perfection dans les uniformes. La pratique de l'athlétisme, plus orientée vers la formation de l'esprit et du caractère que vers l'acquisition des compétences militaires traditionnelles est une méthode typique de l'Armée d'armistice.
L'Armée consacre une partie de ses efforts à faire revivre l'orgueil militaire. Le salut aux couleurs et les sonneries de clairon débordent de l'enceinte des casernes pour servir de spectacle aux populations, elle promeut les cultes nouveaux voués au sport, à l'Armée et au patriotisme. Ses unités qui organisent parfois des matchs de football avec les jeunes des localités où sont installées les garnisons participent à toutes les cérémonies se déroulant dans les villes et les villages, défilent avec un panache surprenant pour une armée vaincue afin de donner les preuves apparentes du patriotisme des Français.
À Londres, le général Charles de Gaulle garde de la sympathie pour les moniteurs des chantiers de jeunesse qui s'entraînent, se plaît-il à penser, et entraînent les autres en vue de reprendre les armes. Il n'est pas insensible non plus à ces parades dont lui parviennent les échos :

« […] Un film d'actualités, venu de France et que je me fis projeter à Londres, m'en donna un saisissant exemple. On y voyait Pétain, lors d'une visite à Marseille, paraître au balcon de l'hôtel de ville devant les troupes et la foule animées d'ardeurs patriotiques. On l'entendait, cédant à l'immense suggestion qui s'élevait de cette masse, lui crier soudain : « N'oubliez pas que tous, vous êtes toujours mobilisés ! » On assistait au déchaînement d'enthousiasme que ces paroles soulevaient dans l'assemblée civile et militaire, riant et pleurant d'émotion.
 Ainsi, l'Armée, malgré la captivité ou la mort de la plupart, et souvent, des meilleurs des siens, se montrait spontanément disposée à encadrer la résistance nationale. Mais c'est ce que ne voulait pas le « gouvernement » auquel la soumettait son obédience. Vichy, pratiquant d'abord la fiction de la neutralité, ensuite la collaboration, l'empêcha de répondre à sa propre vocation et l'enferma moralement dans une impasse dont nul ne pouvait sortir qu'en rompant avec la discipline formelle. »

## L'évolution de la situation internationale

### Guerre à l'Est
En juin 1941, l'entrée en guerre de l'Union soviétique consécutive à l'attaque allemande connue sous le nom d'opération Barbarossa est perçue différemment par les officiers de l'Armée de Vichy. Pour les uns, elle n'apparait pas comme le tournant décisif qu'il semble avoir rétrospectivement représenté. L'opinion selon laquelle l'Union soviétique ne pourrait pas plus résister à l'Armée allemande que ne l'avait fait l'Armée française un an avant est au moins aussi répandue que celle qui établit un parallèle entre l'actuelle invasion allemande et la Campagne de Russie qui avait fait basculer le destin de Napoléon en 1812. Pour Robert Paxton, l'ouverture du Front de l'Est a surtout pour effet d'ancrer plus profondément chez les officiers français le concept de neutralité esquissé en décembre 1940. Mais, a contrario, on constate une appréciation opposée de la portée de l'évènement. Ainsi, à Alger, le général Weygand déclare à Murphy qu’en attaquant la Russie, le Reich a d’ores et déjà perdu la guerre. Tel est également le point de vue du colonel Rivet, chef du contre-espionnage militaire, qui, le 22 juin, inscrit dans son Carnet : « Le radeau allemand s’enfonce peu à peu […] On peut pronostiquer sans grand risque maintenant que l’Allemagne perdra la guerre. » Le même avis est longuement développé par le colonel Baril, chef du 2e bureau, dans une note rédigée dès le 27 juin sur la portée de la nouvelle guerre qui commence. Établissant un parallèle entre « la Grande Armée de 1941 [qui] fait invinciblement penser à la Grande Armée de 1812 », il pronostique que
« la tâche ne serait ni aussi brève, ni aussi simple qu’on le pensait communément ; 
que, si des succès initiaux importants seraient à inscrire au bénéfice de l’Allemagne, les 
chemins qui menaient à Moscou seraient jalonnés des tombes pressées des meilleurs 
d’entre les soldats du Reich ; en sorte que l’Allemagne, en admettant même qu’elle pût 
triompher de son nouvel adversaire, sortirait sérieusement affaiblie de cette lutte, ce qui 
n’était pas sans gravité, car le problème anglais restait à résoudre ». 

### L'entrée en guerre des États-Unis
En décembre 1941, l'entrée en guerre des États-Unis, entraînée par l'attaque japonaise contre Pearl Harbor, va nécessairement changer la vision que les officiers français peuvent avoir de l'issue de la guerre comme en témoigne, en janvier 1942, cette note que le général Weygand, alors en retraite forcée en Provence, reçoit de l'État-Major : « En 1942, des trois solutions qui peuvent mettre fin à la guerre : victoire de l'Axe, paix de compromis, victoire anglo-saxonne, la première peut être résolument écartée. Le conflit peut traîner en longueur, mais le bloc anglo-saxon ne peut plus être battu. »

## L'Armée d'armistice dans l'Empire
Des officiers supérieurs de l’état-major d'AFN sont convoqués peu de temps après la signature de l’Armistice et reçoivent verbalement des instructions pour camoufler le matériel de guerre : artillerie, armes automatiques, munitions, transmissions. Ce matériel est dissimulé dans les fermes, les forêts ou même en ville.

### Algérie
En Algérie, les dépôts d'armes sont sous le contrôle de l'Axe : le matériel moderne et remplacé par du matériel ancien.
L'Armée d'armistice créé un corps des douaïr comprenant entre 6 000 et 7 000 hommes rattachés à l’administration algérienne.

### Maroc
En octobre 1940, à la suite de l’attaque contre Dakar, la commission italienne d’armistice accepte que certaines unités du Maroc soient dotées provisoirement de 90 chars, 36 canons de 25 mm, 4 batteries de 155 C et 2 de 105 L.
Le nombre et l’importance des goums augmentent, constituant une véritable armée d’environ 35 000 sous-officiers et hommes de troupe.

### Tunisie
Jusqu’au 10 juillet 1940, le matériel mobile et les munitions accumulés en vue d’opérations offensives, ont été retirés par le général Poupinel et dirigés au nord de l’oued Akarit. Le matériel a été pour l’essentiel pendant cette courte période avant l’arrivée des commissions italiennes de contrôle. Le matériel en question consiste pour l’essentiel en des armes individuelles, pistolets, fusils, mitrailleuses, des canons de 25 mm, 75 mm ou 47 mm antichars, les munitions et les mines et dans une proportion moindre, des chars et véhicules.

### Syrie

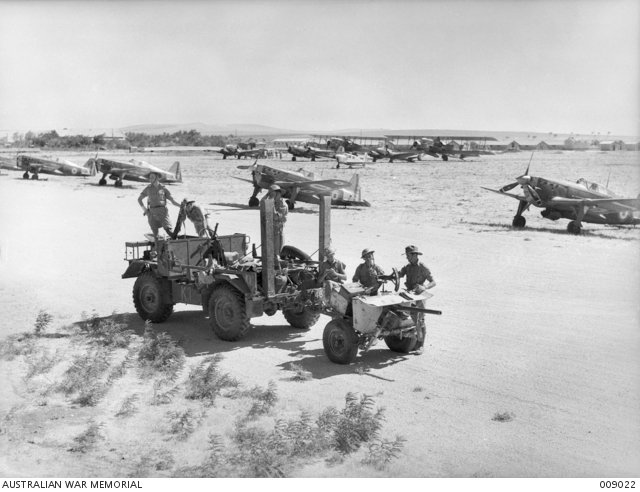
Des soldats australiens devant des Morane-Saulnier MS.406 français sur l'aérodrome d'Alep en juin 1941.

La Syrie et le Liban étaient des territoires, placés sous tutelle française par un mandat de la SDN, que les Français considéraient donc comme faisant partie de leur Empire. Début 1941, le général Dentz y commandait une armée de 37 700 hommes dont 28 000 indigènes,. En s'en échappant quelques mois avant pour rejoindre les Forces françaises libres en Palestine, le général de Larminat n'avait réussi à entraîner que 300 hommes.
Le 1er avril 1941, il se produit en Irak, pays sous influence britannique, un coup d'État anti-britannique soutenu par les services allemands. L'enjeu pétrolier est évidemment de première importance. Tout en négociant les protocoles de Paris dont l'un est relatif au Levant (nom alors donné à la région du Proche-Orient sous mandat français), Darlan, avec l'accord personnel du maréchal Pétain, approfondit la collaboration avec l'ennemi en lui accordant en Syrie un soutien technique, ainsi que la possibilité pour les avions de la Luftwaffe, d'utiliser les aérodromes de la Syrie pour aller bombarder les Britanniques en Irak. Darlan rencontre Hitler le 14 mai 1941, puis Otto Abetz avec lequel il signe les accords de Paris qui prévoient, entre autres, de façon explicite, l'utilisation des bases françaises en Syrie. Le général Dentz nommé haut-commissaire au Liban en décembre 1940 fait passer en Irak, pour le compte des Allemands, deux trains d'armes françaises destinées aux partisans de Rachid Ali. 70 avions allemands transitent au-dessus de la Syrie et du Liban et un bon nombre s'y ravitaillent.
Lorsque les Britanniques en ont fini avec la rébellion de Rachid Ali, avec l'accord de De Gaulle, ils attaquent les forces françaises de la Syrie et du Liban le 8 juin 1941. 30 000 soldats britanniques épaulés par 6 000 hommes de la division de Français libres attaquent les 40 000 hommes du général Dentz. Le capitaine Collet se rallie avant la campagne avec quelques centaines de cavaliers tcherkesses, mais loin de se limiter à un « baroud d'honneur », le gros de l'armée française du général Dentz résiste. Les combats durent jusqu'au 14 juillet et se soldent par 1 000 tués et 5 000 blessés pour les Français du général Dentz, 4 300 pertes du côté allié, dont 650 tués et blessés pour les Français libres et 4 060 tués et blessés pour les Britanniques. Le gros des troupes favorables au régime de Vichy regagne la France et l'Afrique du Nord. Malgré la dureté des combats qui viennent de les opposer, 5 500 hommes se rallient à la France libre, dont 2 700 européens. Les Britanniques, qui ne souhaitaient peut-être pas le maintien d'une force française importante au Moyen-Orient, avaient rendu difficile le contact entre officiers français libres et les prisonniers vichystes.

### Madagascar

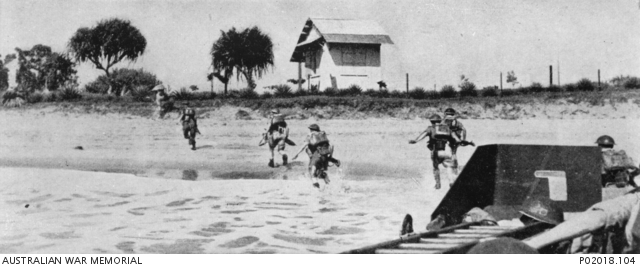
Opération Ironclad : débarquement depuis un LCA sur la plage de Tamatave le 5 mai 1942.

Le débarquement britannique à Madagascar le 5 mai 1942 est une conséquence de l'attaque de Pearl Harbor et de l'entrée en guerre des Japonais : l'île étant très peu défendue, les Japonais pourraient bien s'y installer. Les liens entre Madagascar et la métropole sont particulièrement distendus : il a fallu plus de deux mois au nouveau gouverneur Armand Annet pour rejoindre son poste en avril 1942. Les Britanniques n'ayant engagé que des forces relativement modestes, le débarquement à Madagascar sert aussi à tester les réactions des officiers de Vichy à une invasion alliée. Les Allemands, de leur côté, surveillent de près si le Gouvernement de Vichy fait son possible pour maintenir le pays dans la neutralité.
Dans un premier temps, les forces françaises sous le commandement du général Guillemet et du capitaine de vaisseau Maerten résistent sans parvenir à empêcher les Britanniques de s'emparer de Diego-Suarez. Tous les bateaux français mouillant à Diego-Suarez sont coulés et le nouveau gouverneur Armand Annet refuse même de négocier un armistice avec les Britanniques. Ces derniers n'entreprennent la conquête de l'île entière qu'en septembre 1942. À ce moment-là, Darlan alors chef du Gouvernement ordonne de résister jusqu'au bout, y compris par des actions de guérilla. Mais les forces françaises, écrit Paxton, combattent si mollement que les pertes britanniques ne dépassent pas le chiffre de 107 hommes. Comme les forces françaises ne se rendent pas avant le 6 novembre, les Allemands peuvent avoir l'impression que Madagascar a été bien défendue. Sur les 1 200 Français faits prisonniers, 900 se rallient à la France Combattante.
Pendant toute la durée de l'opération, de Gaulle ne décolère pas. Les FFL ne sont pas impliquées et, sur place, les Français qui se sont ralliés ne sont pas utilisés. On a l'impression qu'à la France de Vichy et à la France libre, s'ajoute une troisième France, administrée par les Britanniques. Si l'on considère, comme le fait Paxton, que l'opération de Madagascar est en quelque sorte une répétition pour tester la réaction de Vichy à une invasion alliée, comme ce sera le cas, quelques mois plus tard en Afrique du Nord, force est de constater que ce schéma de la troisième France est une préfiguration de la situation en Afrique du Nord entre novembre 1942 et avril 1943.

### Indochine
L'Indochine française est encore plus isolée que Madagascar et dès le mois de septembre 1940, la présence japonaise dépasse le stade de la menace pour y devenir une réalité. L'Armée française y dispose de 90 000 hommes.
Le Japon impérial, lequel était en guerre contre la Chine depuis 1937 (Voir l'article Guerre sino-japonaise (1937-1945)), profite de la défaite française en Europe en juin 1940 pour adresser un ultimatum aux Français. Il entend occuper la frontière nord de l'Indochine et couper la voie ferrée de Haiphong au Yunnan, une des voies de ravitaillement de Tchang Kaï-chek. Le général Catroux, gouverneur, accepte, faute de moyens pour s'y opposer. Révoqué par Vichy le 26 juin 1940, il rejoindra la France libre. L'amiral Decoux, qui lui succède le 20 juillet 1940, est chargé d'appliquer à partir du 22 septembre l'accord passé le 30 août qui autorise la présence maximum de 25 000 soldats japonais au Tonkin ainsi que l'utilisation d'aérodromes. En échange, le Japon reconnaît l'intégrité territoriale et la souveraineté française de principe en Indochine. Cet accord ne peut toutefois empêcher la violente occupation de Lang Son et le bombardement de Haiphong. Ce n'est que le 27 septembre que le Japon devient officiellement allié de l'Allemagne en signant le pacte tripartite. De l'échec des troupes françaises dans le Haut-Tonkin, Decoux retire la conviction « […] qu'il valait mieux ne plus tenter à nouveau une telle expérience contre l'Armée japonaise ».
Fin 1940, la guerre franco-thaïlandaise est déclenchée par la Thaïlande (que les Français appellent alors le Siam) qui, armée par le Japon, profita de l'affaiblissement de la France depuis sa défaite face à l'Allemagne pour attaquer l'Indochine française. Le but était de récupérer les territoires perdus situés au Laos et au Cambodge, qui lui furent ravis par la France en 1893, 1902, 1904 et 1907.
Le 16 janvier 1941, à Phum Préav, se déroule une contre-offensive française lancée par le 5e régiment étranger d'infanterie qui, malgré une infériorité en hommes et en matériel fait subir de lourdes pertes aux forces thaïlandaises. Le lendemain, la flottille de la Marine nationale en Indochine coule la flotte thaïe lors de la bataille de Koh Chang. Mais, sous la « médiation » japonaise, le 9 mai 1941, la France est contrainte de signer un traité de paix, par lequel elle abandonne à la Thaïlande les provinces de Battambang et de Siem Reap, enlevées au Cambodge, et celles de Bassac et Pak Lay, prises au Laos. Ces provinces seront restituées à l'Union Indochinoise en 1945.
Le 6 mai 1941, le Japon impose un accord économique et financier signé à Tokyo par lequel le Japon est notamment associé à l'exploitation et à l'exportation des richesses minérales et énergétiques. Le 29 juillet 1941, en vertu des accords Darlan-Kato, l'Indochine entre dans un dispositif militaire de défense commune. Pratiquement, le Japon dispose de huit aérodromes et deux bases navales, les forces nippones, sans limitation d'effectifs ont droit d'accès à tout le territoire. Ces concessions permettent à Decoux d'obtenir que l'administration, l'armée et la police ne soient pas coiffées par les Japonais qui disposent ainsi d'une excellente base de départ pour leur conquête des Indes néerlandaises.
Un équilibre s'établit entre l'autorité de Decoux et celle des Japonais : ces derniers qui tiennent finalement au maintien du statu quo s'abstiennent à partir de 1942 de monter les sectes de Cochinchine contre les Français, et de son côté, Decoux, hostile par tempérament à la résistance, et surtout convaincu qu'elle conduirait à tendre les rapports franco-japonais et porterait par ricochet atteinte à la souveraineté française, fait pourchasser et emprisonner les gaullistes. Leurs biens sont confisqués et leurs familles quelquefois inquiétées.
Les Français de Decoux et les Japonais ont un autre ennemi commun : en conformité avec les directives du Komintern, le communiste Nguyen Ai Quoc, plus connu sous le nom de Hô Chi Minh a annoncé le 8 septembre 1941 la création du Viêt Nam Doc Lap Minh, en agrégé Viêt-Minh par la fusion du Parti communiste indochinois, fondé en 1930, et d’éléments nationalistes. C'est un front contre les Français, leurs collaborateurs locaux et les Japonais. Après avoir été emprisonné par les Chinois nationalistes, Hô Chi Minh va finalement bénéficier de leur aide. Au cours de l'année 1943, le Viet Minh réussit à étendre son emprise sur la Haute Région et ce n'est qu'en automne 1944 que l'armée de Decoux le contraint à se replier vers les zones les plus accidentées.
À ce moment-là, Decoux n'est plus le représentant du Gouvernement de Vichy qui n'existe plus, depuis juillet 1944. Le général Mordant, commandant de toutes les forces armées d'Indochine qui avait fait acte d'allégeance au général de Gaulle à l'automne 1943, a été investi en septembre 1944 délégué général du Gouvernement. Mais Decoux a reçu la mission de demeurer dans ses fonctions de la bouche du commandant de Langlade, envoyé du Gouvernement provisoire, parachuté le 5 juillet 1944. Il s'agissait de ne pas donner l'éveil aux Japonais,.

## La collaboration militaire et les accords de Paris
Hitler ne veut pas d'une collaboration militaire institutionnelle entre la France et l’Allemagne : il se méfie des Français, et même des collaborateurs déclarés. De plus, après l'écrasante défaite de 1940, l'Armée française fait bien pâle figure,.
D'un autre côté, Pétain et les différents personnages de Vichy, pratiquent la collaboration d'État dans divers domaines, précisément dans l'espoir d'obtenir pour la France un rôle de second dans l'Europe de l'« ordre nouveau ».
La neutralité française initialement affichée permet de fait aux Allemands de se reposer sur l'Armée française pour repousser d'éventuelles attaques britanniques en métropole ou dans l'Empire français. L'Armée d'armistice est limitée à 100 000 hommes en métropole, mais elle comprend 450 000 hommes dans les diverses colonies. En septembre 1940, après que l'Afrique-Équatoriale française (AEF) eut basculé dans le camp de la France libre, à Dakar, l'armée restée loyale à Vichy repousse les forces navales anglaises et françaises libres.
Darlan essaye de marchander d'importantes concessions militaires et politiques, en signant les Protocoles de Paris paraphés le 28 mai 1941. Ces protocoles consistent en quatre documents dont les trois premiers concernant l'utilisation par les Allemands des bases de Bizerte (Tunisie), de Dakar (Sénégal) et d'Alep (Syrie), et l'engagement par les Français à défendre ces bases contre une éventuelle attaque britannique ou américaine (alors que l'Allemagne, elle-même, n'est pas encore en guerre avec les États-Unis),. Ces concessions visaient à obtenir un renforcement de l'Armée d'armistice. La véritable contrepartie espérée résidait dans un quatrième document qui contenait toutes les concessions politiques demandées aux Allemands, mais ne fut jamais signé par une autorité allemande d'un niveau supérieur à celui de l'ambassadeur d'Allemagne Otto Abetz,.
Malgré l'opposition de Weygand, chef des armées en Afrique, le Gouvernement de Vichy relance les Allemands durant tout l'automne 1941, mais ne ratifiera jamais ces accords. Darlan consentira alors, à la manière de Laval, à des concessions sans contreparties : des fournitures (camions, carburant, pièces d'artillerie) sont livrées à Rommel via la Tunisie. Quelques vedettes lance-torpilles transitent par le Rhône. Quant au protocole sur la Syrie, il a été immédiatement appliqué, avant toute signature, et permit à la Luftwaffe de bombarder à partir de la Syrie les forces britanniques en Irak. Aussi a-t-il entraîné une riposte des Britanniques et des Français libres au Levant, qui vont récupérer les territoires de Syrie et du Liban après plus d'un mois de combats ayant fait plusieurs milliers de victimes dans les deux camps. Il représente le cas de concessions militaires les plus poussées de la part de Darlan et de Pétain.
Après l'été 1941, c'est à l'extérieur du Gouvernement que tous les mouvements collaborationnistes s'unissent plus ou moins avec la bénédiction de l'ambassadeur Otto Abetz pour créer la « Légion des volontaires français » (LVF), qui est en fait une association de droit privé. De juillet 1941 à juin 1944, 16 000 volontaires se présentent, parmi lesquels 7 000 hommes sont retenus pour être engagés sur le front russe. La LVF est financée et entretenue par les Allemands, ils combattent dans des unités allemandes et portent l'uniforme allemand. Après un premier affrontement peu convaincant avec les forces soviétiques, le 536e régiment d'infanterie dans lequel sont regroupées les troupes de la LVF, est ramené à l'arrière et confronté aux seuls partisans. L'ensemble des collaborateurs engagés sous l'uniforme allemand (LVF, Milice et Waffen-SS français) sera ensuite regroupé dans la division Charlemagne,.
Une tentative de récupération de la LVF sous l'appellation de Légion tricolore par le Gouvernement de Vichy sera un cuisant échec en grande partie parce que le Gouvernement voulait en faire une force française sous uniforme français ce qui n'était pas du tout du goût des Allemands. Bien que Pétain ait déclaré le 5 novembre 1941 que la LVF détient « une part de notre honneur militaire », les militaires de carrière la méprisent et rares sont ceux qui s'y engageront.
En novembre 1942, lors du débarquement allié en Afrique du Nord, après des combats, parfois assez violents, comme ceux qu'ordonne au Maroc le général Noguès pour résister aux Américains, à partir du 11 novembre, le général Juin et la plupart des officiers français en Afrique du Nord se sont joints aux Alliés, en Algérie et au Maroc. Cependant, en Tunisie, les amiraux Derrien et Esteva restent fidèles au maréchal qui a ordonné aux forces françaises d'Afrique de résister et de combattre les Alliés,.
À la suite du débarquement allié en Afrique du Nord, une unité militaire, la Phalange africaine (parfois appelée « compagnie Frankonia ») qui ne regroupera pas plus de 300 hommes est constituée en Tunisie pour combattre les Alliés aux côtés des forces de l'Axe. Elle sera écrasée fin avril 1943,.

## Désirs de revanche et actions anti-allemandes
Si des contacts ont pu avoir lieu entre certains officiers de l'Armée d’armistice et certains résistants comme Henri Frenay voire avec des envoyés de De Gaulle comme Fourcaud, pour l'essentiel, les actions anti-allemandes, menées par des groupes d'officiers en infraction par rapport aux accords d'armistice, n'ont aucune connexion ni avec la Résistance intérieure, ni avec de Gaulle. Les contacts avec les Britanniques furent extrêmement rares, ceux avec les Américains plus fréquents.
La référence historique qui guide les officiers qui entendent préparer une revanche est celle des lendemains de la Bataille d'Iéna où les Prussiens vaincus en 1806 étaient parvenus à maintenir en secret une puissante armée qui se retournera contre Napoléon en 1813 (Voir l'article Royaume de Prusse).
De Gaulle, qui ne cesse d'espérer que l'Armée finira par basculer de son côté, guette tous les signes avant-coureurs d'un ralliement et qualifie de « résistance » l'attitude de certains militaires de l'Armée d'armistice :

« […] Les premiers actes de résistance étaient venus des militaires. Des officiers ayant appartenu aux états-majors de l'Armée et des régions soustrayaient du matériel aux commissions d'armistice. Le service de renseignements continuait d'appliquer dans l'ombre des mesures de contre-espionnage et par intervalles, transmettait aux Anglais des informations. […] Dans ce qui restait d'unités constituées, presque tous les officiers, les gradés, les soldats ne cachaient pas leur espérance de retourner au combat. »

### Camouflage du matériel et planification secrète
Selon les accords d'armistice dont les modalités pratiques étaient précisées par la commission de Wiesbaden, l'Armée d'armistice devait se contenter d'un équipement rudimentaire. Il était d'abord prévu que les excédents d'armes devaient être stockées dans des dépôts contrôlés par les Allemands, mais le 1er août 1940, les chances de voir l'Angleterre demander la paix devenant de plus en plus faibles, le général von Stülpnagel, chef de la commission informe son homologue français, le général Huntziger que les armes de catégories les plus importantes doivent être transférées en Allemagne.
Les Allemands qui avaient eux-mêmes pratiqué la dissimulation avant la guerre se méfiaient naturellement des possibilités de camouflage que les Français pouvaient mettre en œuvre à leur tour. Pourtant, un rapport du commandement de l'Armée allemande (OKH) daté du 17 février 1941 conclut : « qu'il n'y a pas de grands stocks de matériels cachés en France. Les chars et canons abandonnés ont été transférés en Allemagne ou entreposés dans des dépôts sous contrôle allemand […] ». Pourtant, lorsqu'en novembre 1942, les Allemands occuperont la zone libre, ils seront surpris d'y découvrir 536 dépôts secrets renfermant un volume d'armement assez considérable.
Le camouflage d'armes a été une pratique répandue à tous les échelons de l'Armée dès le début du mois de juillet 1940 (début juillet, par une lettre manuscrite, le général Colson, ministre de la Guerre, demande aux commandants des régions militaires de procéder au camouflage du matériel et des approvisionnements) et bénéficiant de toutes sortes de complicités. Et en partie organisé par l'État-major de l'Armée (EMA). La complicité des autorités est moins évidente après le 6 septembre, les Allemands commencent à resserrer leur contrôle sur l'Armée d'armistice, et Huntziger qui a été nommé ministre secrétaire d'État à la Guerre voudrait bien prouver aux autorités d'occupation que les Français honorent loyalement leur part de l'accord.
Au sein du commandement de l'Armée d'armistice, l'organisation illégale mise en place pour superviser les stocks clandestins d'armes et véhicules s'appelle « Conservation du Matériel » ou CDM qui veut aussi dire « Camouflage du Matériel ». Elle a été créée par le commandant Émile Mollard, lui-même nommé chef de la section « Matériel » du 1er bureau par le colonel Picquendar, chef d'état-major de l'Armée de terre. La section « Matériel » sert de couverture légale à Mollard qui désigne un représentant local du CDM dans chaque région militaire,.
Une des actions du CDM est la constitution d'une flotte de camions militaires sous le couvert de compagnies de transport civiles à qui les véhicules sont cédés étant entendu que l'Armée pourrait les utiliser en cas d'urgence. 3 720 véhicules sont ainsi détournés vers 18 sociétés civiles souvent dirigées et organisées par des officiers et des sous-officiers en congé d'armistice, (Henri Amouroux parle de « plus de 3 500 camions et autocars). Ce n'est qu'en décembre 1943 que les Allemands découvrent le pot aux roses. Le commandant Mollard et beaucoup de ses collaborateurs sont alors arrêtés. 949 camions seront confisqués par les Allemands et 134 seulement seront utilisés par des groupes de Résistance.
La phase de collecte, d'identification et de camouflage des armes s'achève au printemps 1941, mais le CDM s'occupe alors d'entretenir le matériel camouflé pour qu'il reste en état de fonctionnement. De fait, lorsque les Allemands découvrent les caches d'armes, ils notent que le matériel a été soigneusement entretenu.
Paxton estime que pour l'armement léger, l'ensemble du matériel camouflé en France métropolitaine correspond à 80 % au plus du matériel équipant officiellement l'Armée d'armistice. À cet armement léger, il faut ajouter une centaine d'armes lourdes comme les canons anti-chars que l'Armée d'armistice n'était pas autorisée à posséder. Selon Henri Amouroux, durant l'hiver 1940-1941, c'est 65 000 fusils, 9 500 mitrailleuses et fusils-mitrailleurs, 200 mortiers, 55 canons de 75 mm, des canons antichars et antiaériens qui sont ainsi camouflés,. Fin 1941, le général Picquendar, chef d'État-Major de l'Armée, estime à un total de 15 à 18 milliards de francs la valeur des armes et des munitions dissimulées.
Le volume de l'ensemble du matériel camouflé en Afrique du Nord est du même ordre de grandeur que celui camouflé en métropole. Après novembre 1942, les deux stocks d'armes ne connaîtront pas le même destin, puisque la plus grosse partie de celui de métropole tombera entre les mains des Allemands alors que celui d'Afrique du Nord restera entre les mains de l'Armée d'Afrique passée du côté des Alliés. À Annecy, le chef de bataillon du 27e bataillon de chasseurs alpins, le lieutenant-colonel Vallette d'Osia avait procédé au camouflage des armes avec les encouragements du lieutenant-colonel de Linarès, sous-chef d'état-major. Le service « Camouflage du Matériel » est confié au lieutenant Morel qui deviendra célèbre sous le nom de Tom Morel. Vallette d'Osia qui passe dans la clandestinité le 16 décembre 1942 lorsque le préfet le somme de livrer aux Allemands les armes des dépôts clandestins estime à un cinquième seulement la part qu'il parviendra à sauver pour les besoins des premiers maquis.
À côté du camouflage du matériel, l'élaboration de plans visant à impliquer l'Armée d'armistice dans la libération de la France est une autre entorse aux termes de l'armistice. C'est surtout après l'inversion du cours de la guerre consécutif à l'invasion de l'Union soviétique et à l'entrée en guerre des États-Unis en décembre 1941 que de tels plans deviennent d'actualité.
Au cours de l'été 1941, le lieutenant-colonel Touzet du Vigier est chargé par le général Picquendar de constituer un bureau d'études secret qui va examiner la possibilité de tripler l'Armée d'armistice. L'idée dominante de Touzet du Vigier est de préparer une action combinée avec des forces de débarquement anglo-américaines en Méditerranée. De nombreux autres projets hypothétiques sont élaborés par divers groupes au sein de l'Armée, comme la prise par surprise de La Rochelle pour mettre à disposition de forces de débarquement alliées un port en eau profonde. Les autorités allemandes ayant interdit toute reconstitution d'archives pouvant servir de base à une éventuelle mobilisation, les officiers chargés de la mobilisation clandestine, dont René Carmille, directeur du Service national des statistiques, constituent des archives d'état-civil sur cartes perforées dans le cadre de cette administration.
Ces différents plans rencontrent aux niveaux les plus élevés de la hiérarchie un accueil plutôt timide et réservé, mais surtout, ils sont élaborés en vase clos, sans consultation des Alliés et sans tenir compte de leur stratégie mondiale. De ce fait, ces plans manquent de réalisme comme le prouveront les événements de novembre 1942 où il s'avérera qu'au moment où les Alliés prennent pied en Afrique du Nord et où les Allemands occupent la zone libre, aucun officier ayant conçu ces plans n'imaginera les mettre à exécution.

### Les services spéciaux
C'est le commandant Louis Rivet, commandant des services spéciaux militaires depuis 1936 qui organise les mêmes services de l'Armée d'armistice, mais dans la clandestinité, puisque la convention d'armistice stipule la dissolution de tels services. La mission officielle du Bureau des menées antinationales (BMA) est la lutte contre l'espionnage, le sabotage, les menées communistes, et plus généralement « antinationales ». Sa mission secrète consiste dans la protection de l'Armée d'armistice contre l'espionnage allemand et italien, la couverture des services de renseignements clandestins et l'exploitation des renseignements accumulés par les « Travaux Ruraux » (TR) qui couvre non seulement contre-espionnage militaire, mais aussi le traitement des agents qui ont pénétré l'Abwehr depuis 1930. En août 1942, les Allemands obtiennent la dissolution des BMA. Le dispositif était connu des généraux Weygand et Colson. Le statut du personnel de renseignement est signé par Pétain le 31 août 1940.
Les services de renseignement ont-ils vraiment travaillé avec les Alliés comme le suggère la dissolution des BMA en août 1942 ? En 1954, de Gaulle, dans ses Mémoires, note, à propos de l'Armée d'armistice que « Le service de renseignements continuait d'appliquer dans l'ombre des mesures de contre-espionnage et par intervalles, transmettait aux Anglais des informations. ». Dans les années 1960, Paxton pense que les accusations portées par les Allemands sur d'éventuels contacts avec les services secrets alliés étaient inexactes et que les occupants surestimaient l'opposition au sein de l'Armée d'armistice. En 1994, les archives des services spéciaux sont revenues de Moscou où elles avaient été transférées par les Soviétiques en 1945. Treize rapports mensuels couvrent la période de janvier 1941 à juin 1942.
Il ressort de ces archives que l'adversaire prioritaire des BMA est l’Abwehr : parmi les 688 suspects arrêtés pour faits d'espionnage, 264 condamnations ont été prononcées dont 194 concernant des personnes travaillant pour l'Allemagne, parmi lesquelles 30 agents de l’Abwehr sont condamnées à mort,. Parallèlement à ces activités de contre-espionnage, le BMA collecte également, par le biais des TR, des renseignements sur les « menées antinationales » de partis ou d'organisations particulièrement ciblées comme le Parti communiste, les partis collaborationnistes et les milieux gaullistes. Ces renseignements peuvent conduire à des arrestations et à des condamnations : toujours de janvier 1941 à juin 1942, il y a 173 condamnations de gaullistes et 443 de communistes dont une dizaine de condamnations à mort.
La dissolution par le Gouvernement Darlan des BMA est consécutive à l'affaire Henri Devillers, du nom d'un agent allemand qui avait infiltré le mouvement de résistance Combat et ayant été arrêté par la Surveillance du Territoire vichyssoise est exécuté le 19 juin 1942.
Prévenus par l'Intelligence service, le colonel Rivet, chef du service de renseignement des trois armées (terre, air, mer) et le colonel Ronin, chef du service de renseignements de l'Armée de l'air sont exfiltrés vers Alger le 5 novembre 1942. Le commandant Paul Paillole qui avait été nommé à la tête du « Service de Surveillance Militaire » (SSM) les rejoint le 13 janvier 1943, accompagné du colonel Pierre du Crest de Villeneuve (SR Terre) et d'André Poniatowski. Ils poursuivront leurs activités au sein du SR reconstitué, sous l'autorité du général Giraud.

## Novembre 1942

### Le débarquement allié en Afrique du Nord

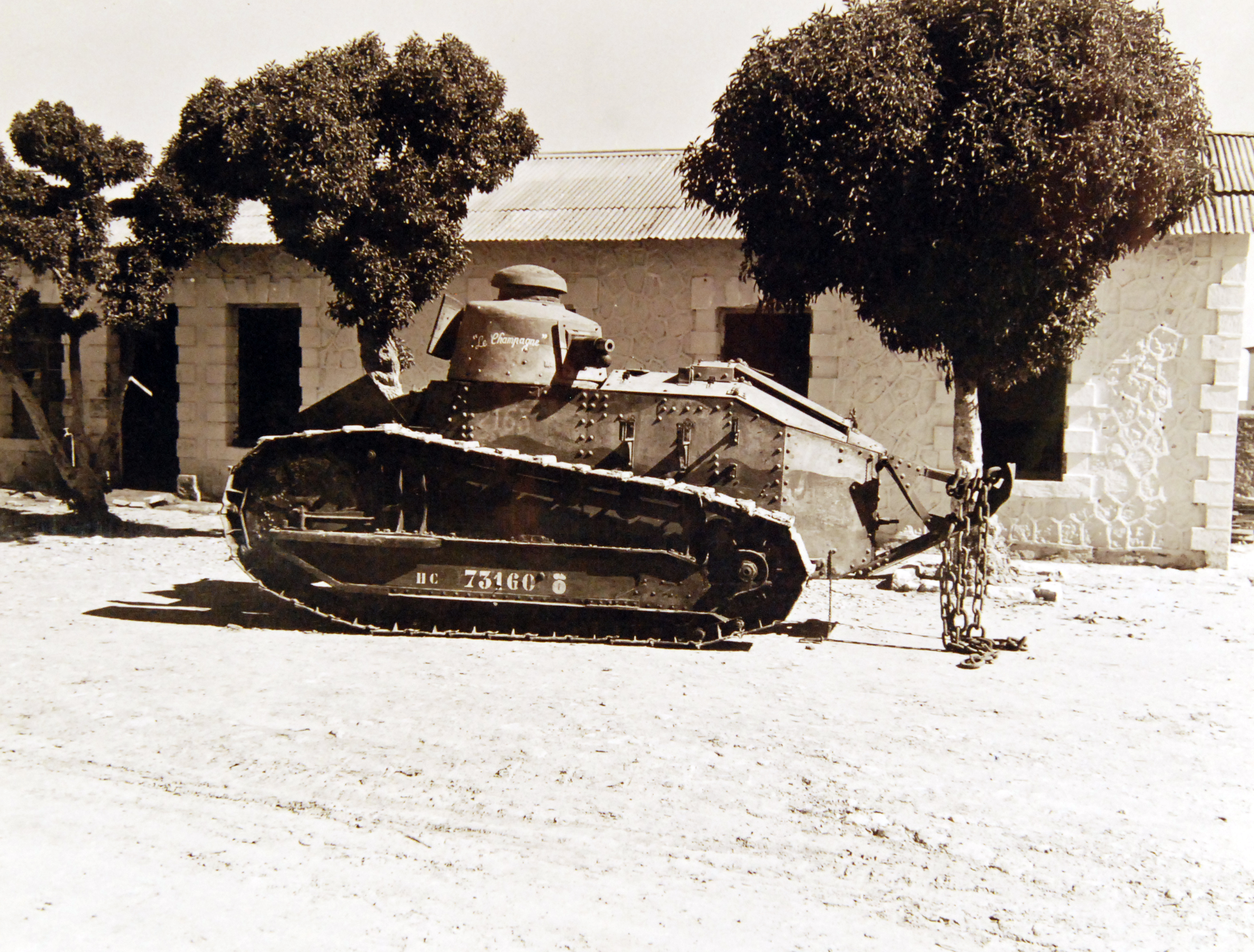
Char FT de l'Armée d'Afrique capturé par les Américains, près de Port-Lyautey.

Les responsables de l'Armée de Vichy en Afrique du Nord commencent à envisager sérieusement l'hypothèse d'un débarquement des Alliés en Afrique du Nord en avril 1942. Comme l'existence du régime de Vichy dépend de la neutralité et de l'intégrité de l'Empire, le Gouvernement fait son possible pour dissuader les Alliés de débarquer sur le sol français. Les Français de Vichy n'envisagent de retourner dans le camp anti-allemand qu'en cas de victoire assurée des Alliés. Ainsi, le 1er août 1941, l'amiral Darlan, alors vice-président du Conseil, confie-t-il à l'ambassadeur américain l'amiral Leahy : « Lorsque vous disposerez de 3 000 chars, de 6 000 avions et de 500 000 hommes, faites le moi savoir, vous serez alors les bienvenus ». De la même façon, lorsque durant l'hiver 1941-1942, les Britanniques offrent secrètement au général Weygand de mettre six divisions à sa disposition pour ramener l'Afrique du Nord française dans le camp des Alliés, ce dernier en réclame vingt. L'échec du raid canadien à Dieppe renforce pour les autorités de Vichy l'appréhension d'un débarquement prématuré qui obligerait la France à choisir entre la collaboration et la résistance, mais l'exposerait dans tous les cas à des représailles de la part du vainqueur.
Dans la nuit du 7 au 8 novembre 1942, les forces américaines qui débarquent simultanément au Maroc, à Oran et dans le port d'Alger, doivent donc faire face à une authentique résistance de la part de l'Armée de Vichy, obéissant aux ordres de Pétain qui déclare alors : « La France et son honneur sont en jeu. Nous sommes attaqués. Nous nous défendons. C'est l'ordre que je donne. » L'existence même de Vichy est alors en cause : si les forces de Vichy ne résistent pas à l'invasion alliée, les Allemands envahiront inéluctablement la France non occupée et le reste de l'Afrique du Nord.
Le consul américain à Alger Robert Murphy avait approché dès le début de l'année 1942, des officiers « souhaitant reprendre les hostilités » : Le général Béthouart à Rabat, le général Mast et le colonel Jousse à Alger. Le 23 octobre 1942, Mast et Jousse avaient rencontré à Cherchell, près d'Alger, le général Clark, futur adjoint d'Eisenhower pour le débarquement en Afrique du Nord.
La plupart des officiers français d'Afrique du Nord, confrontés au débarquement à partir du 8 novembre 1942 restent disciplinés et obéissent aux ordres de leurs chefs. Or ceux-ci, comme le montrent les évènements, leur font combattre violemment les Anglo-saxons au Maroc et à Oran, pendant trois jours, tandis qu'ils leur font livrer toute la Tunisie aux Allemands, sans un seul coup de revolver. Il est donc faux de prétendre, comme certains auteurs, que l'armée d'Afrique aurait reçu l'ordre de résister à tout envahisseur. L'armée française oppose aux assaillants une résistance dont l'ardeur varie selon les théâtres d'opérations.
À Alger, seule la neutralisation de la ville par 400 résistants, dans la nuit du débarquement (arrestation temporaire de Darlan et Juin, et occupation des points stratégiques) permet d'éviter le déploiement d'une résistance effective. C'est au Maroc que les combats sont les plus durs. En novembre 1942, le général Juin est commandant en chef des troupes d'Afrique du Nord. Il a succédé à ce poste au général Weygand en novembre 1941. Le général Noguès est résident général du Maroc depuis 1936. L'amiral Esteva est Résident général de France en Tunisie depuis le 26 juillet 1940.
La situation est compliquée par le fait que Darlan, ancien vice-président du Conseil resté commandant en chef des forces militaires, se trouve par hasard à Alger où il est venu voir son fils gravement malade. Le 11 novembre, après avoir appris, vers midi, l'invasion de la zone libre par les Allemands, Juin fait savoir à ses subordonnés que « […] dès réception du présent message, la position de neutralité vis-à-vis de l'Axe cesse. ». Au même moment, au Maroc, Noguès rencontre Patton pour s'entendre sur les termes d'un armistice.
Au total, entre les 8 et 11 novembre, les pertes alliées auront été de 453 tués, 770 blessés et 96 disparus et les pertes françaises de 1 368 tués et 1 915 blessés, pour l'essentiel au Maroc et à Oran.
En Tunisie, Laval et son ministre Bridoux avaient donné l'ordre d'obtempérer à l'ultimatum allemand de mettre les bases aériennes de Tunisie et du Constantinois à disposition de la Luftwaffe si bien que des avions allemands peuvent se poser librement en Tunisie, à El Aouina, le 8 novembre, et que dès le 9 novembre une centaine d'avions atterrissent à Tunis. Le 12 novembre, l'amiral Esteva laisse les Allemands débarquer à Bizerte. Ce n'est pas avant le 13 novembre que le général Barré reçoit de la part de Darlan et de Juin un ordre clair de résister à l'Axe et qu'à partir de cette date, Barré replie ses troupes vers la frontière algérienne en position de résister à une avance allemande. Le contre-amiral Platon, secrétaire d'État auprès du Gouvernement envoyé par Laval en tournée dans l'ouest tunisien s'efforce, en vain, de ramener Barré à la discipline. Le 19 novembre, les troupes de Barré ouvrent le feu sur des avions allemands alors que débute la bataille de Medjez el-Bab. Comme le note Paxton, « Les unités de l'Armée d'armistice avaient enfin repris le combat contre l'Allemagne. »
Les directives que Pétain a données entre les 8 et 11 novembre sont toujours allées dans le sens de la neutralité. Il n'empêche que c'est au nom de la fidélité au maréchal Pétain que Darlan prend le titre de haut commissaire en Afrique pour s'allier aux Américains. Lorsque, sous la pression de ces derniers, il nomme Giraud commandant en chef, il rencontre l'hostilité générale des chefs militaires.

### Les répercussions du débarquement en métropole
En métropole, à partir du moment où la nouvelle du débarquement en Afrique du Nord est connue, les autorités de Vichy considèrent la possibilité d'une invasion de la zone libre par les Allemands. L'ÉMA (État-Major des Armées) dont le chef est le général Verneau donne d'abord l'ordre de déplacer les unités et leurs états majors en dehors des axes de pénétration, c'est l'ordre no 128, et le 9 novembre l'ÉMA lui-même établit un poste de commandement dans une ferme isolée. Au même moment, les cadres des services de renseignement gagnent l'Afrique du Nord alors que les services entrent dans la clandestinité. Le 11 novembre, alors que l'Armée est prête au combat, le ministre de la Guerre Bridoux rapporte l'ordre no 128 et donne l'ordre de rester dans les casernes, ce qui permet aux Allemands d'atteindre la Méditerranée en moins de vingt-quatre heures. De tous les commandants de division militaire, de Lattre, à Montpellier sera le seul à prétendre exécuter l'ordre 128, contre l'avis de sa hiérarchie, et finalement, isolé, se présente à la gendarmerie où il est fait prisonnier.
L'ordre donné par Verneau et le contre-ordre émanant de Bridoux sont sans doute à mettre en relation avec leurs trajectoires opposées : le premier plongera dans la clandestinité et succédera au général Frère à la tête de l'Organisation de résistance de l'Armée avant de finir ses jours à Buchenwald alors que le second restera un pilier de la collaboration jusqu'à Sigmaringen. Dans la relation qu'il fait des journées du 8 au 11 novembre, Robert Aron fait ressortir l'opposition entre les deux hommes et évoque un Bridoux « en proie à une violente colère et vitupérant les officiers factieux » qui exige l'évacuation de la ferme où l'État-Major avait établi son quartier général. Néanmoins, l'historien Robert Paxton minimise cette opposition en soulignant qu'aucun des chefs de l'Armée d'armistice n'avait songé à mener en cas d'une invasion allemande de la zone libre « une quelconque bataille des Thermopyles, solitaire et vaine ». Il estime probable que les généraux Verneau et Bridoux aient rédigé ensemble l'ordre no 128. Il souligne également que Verneau est intervenu personnellement dans la matinée du 10 novembre pour donner de nouvelles instructions aux commandants de division militaire.
Beaucoup d'officiers de l'ÉMA croyaient qu'un débarquement allié en Provence allait accompagner le débarquement en Afrique du Nord,. D'ailleurs, Giraud, embarqué par un sous-marin britannique le 7 novembre au Lavandou espérait qu'il serait amené à prendre le commandement d'une opération de débarquement qui concernerait la métropole en plus de l'Afrique du Nord,.
Le 27 novembre 1942, Hitler adresse une lettre à Pétain : « J'ai donné l'ordre de démobiliser toutes les unités de l'Armée française, qui, à l'encontre de leur propre Gouvernement, sont excitées par leurs propres officiers à une résistance active contre l'Allemagne ». Ce même 27 novembre, la Flotte française se saborde à Toulon pour échapper à la saisie. 75 bâtiments de guerre sont détruits et trois sous-marins seulement parviennent à gagner l'Afrique du Nord. Quinze jours auparavant, les machines de ces bâtiments étaient encore sous pression non pas pour échapper à l'occupation de la zone libre, mais pour faire face à une flotte britannique.
Robert Paxton explique ainsi la décision d'Hitler de dissoudre l'Armée d'armistice :

« Il est certain qu'Hitler, s'il regardait en arrière, ne pouvait que constater qu'aucun des espoirs qu'il avait fondés dans l'Armée d'armistice — à l'exception du maintien de l'ordre — n'avait porté ses fruits. Les négociations ne s'étaient traduites que par de nouvelles exigences des Français. La reconquête des territoires gaullistes […] n'était jamais intervenue […] La production de matériel de guerre pour l'Allemagne n'avait abouti qu'après dix-huit mois de marchandage. Aucune base allemande […] n'avait pu être établie dans les colonies françaises. Et finalement, aucun des territoires français attaqués par les Britanniques ou les gaullistes n'avait été défendu avec succès. »

Et Paxton conclut en évoquant le gouverneur général de Dakar, Pierre Boisson qui s'était rallié le 23 novembre annonça qu'il faisait allégeance à l'administration Darlan à Alger, en faisant basculer les territoires de l'AOF et la base vitale de Dakar du côté des Alliés « La liste des échecs essuyés par les Allemands fut complète. »

## La dispersion de l'Armée d'armistice après novembre 1942

### L'intégration de l'Armée d'Afrique dans l'Armée de Libération

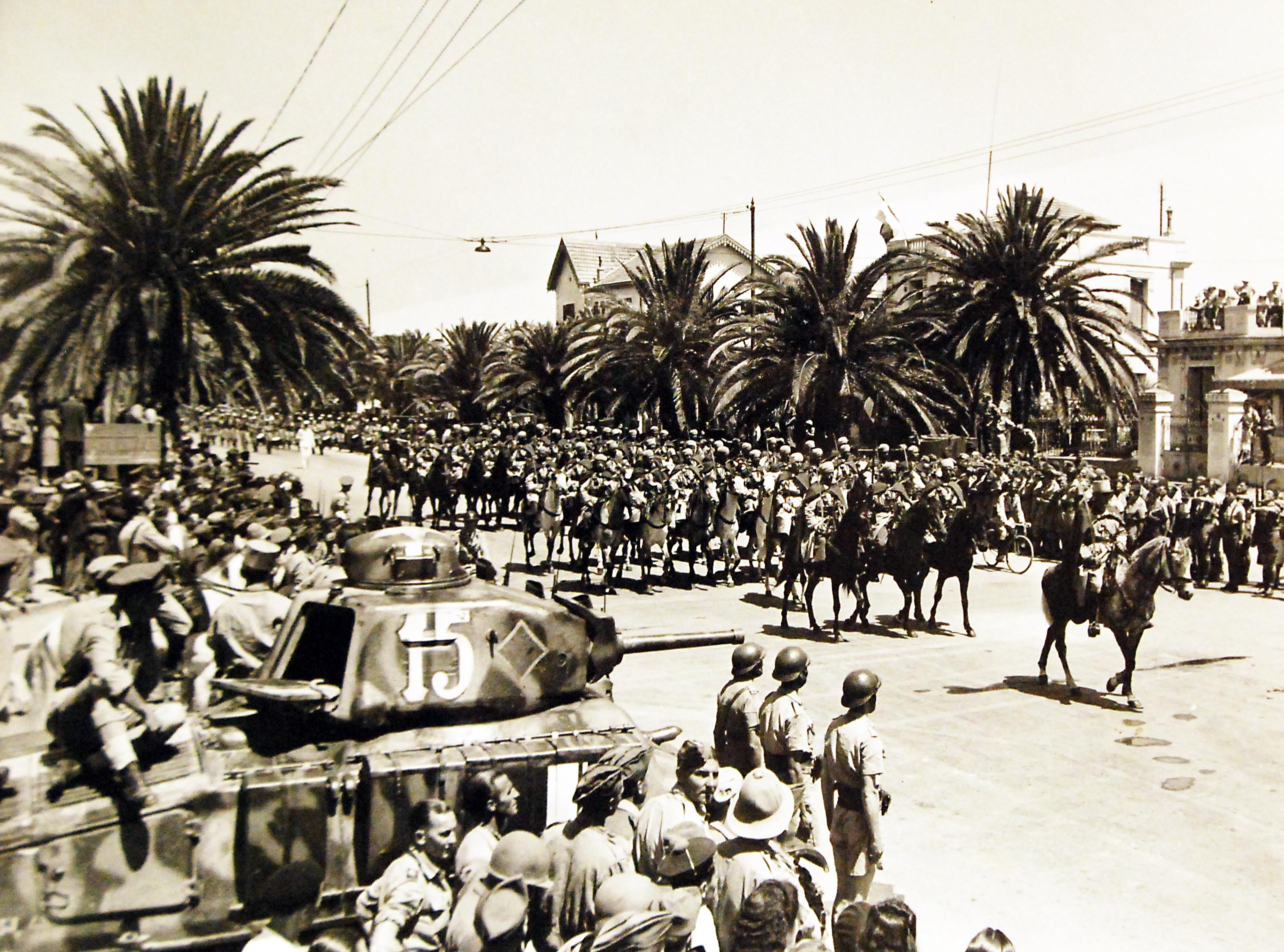
Défilé des spahis de l'Armée d'Afrique le 20 mai 1943 pour la libération de Tunis devant des chars français somua S35.

Après l'invasion de la zone libre par l'Armée allemande, l'Armée d'Afrique dans son ensemble bascule du côté allié mais elle ne se rallie pas à de Gaulle. Pendant plus de huit mois, elle dépendra d'abord de Darlan, proclamé « Haut commissaire de France en Afrique » jusqu'à son assassinat le 24 décembre 1942 puis de Giraud jusqu' en juillet 1943. De toutes les forces françaises stationnées dans l'Empire, il ne reste plus que celles d'Indochine à rester sous l'autorité de Vichy. Le 19 novembre 1942, en Tunisie, les troupes du général Barré ouvrent le feu contre les Allemands. Sur les 80 000 hommes de l'Armée d'Afrique, 15 000 laisseront leur vie en Tunisie. À ce moment, parmi les forces françaises combattant du côté des Alliés, elle pèse beaucoup plus lourd que les FFL qui convergent également vers la Tunisie, mais à l'Est, aux côtés des Britanniques. L'intégration des deux armées au sein de l'Armée française de la Libération ne se fera pas sans accroc : le 20 mai 1943, après six mois de combats communs, le 19e corps d'armée d'Alger fait partie du cortège américain alors que les FFL défilent avec la VIIIe armée britannique. La fusion des forces commence officiellement le 3  juin 1943, avec l'institution du CFLN et la fusion des deux organismes rivaux, le Comité national français de Londres et le Conseil impérial d'Alger. L'Armée française qui participera à la reconquête de l'Italie puis de la France sera renforcée par de nouvelles recrues : 233 000 soldats musulmans provenant d'Algérie (134 000), de Tunisie (26 000) et du Maroc (73 000). Les Français d'Afrique du Nord s'engageront massivement ou seront mobilisés. Ils seront 176 500 sous les drapeaux en novembre 1944, soit 16,4 % de la population.

### Les résidus de l'Armée en métropole
En métropole, Hitler ordonne la dissolution de l'Armée d'armistice le 26 novembre 1942. Quelques officiers d'état-major s'accrochent alors à la possibilité, suggérée par Hitler, de constituer une armée d'une forme nouvelle. Le 23 décembre, Hitler met définitivement fin à cet espoir en déclarant que « la création d'une nouvelle Armée française […] est hors de question ». La découverte de tous les dépôts d'armes clandestins avait, il est vrai, grandement entamé la confiance des Allemands dans les autorités françaises. Une date limite, le 23 janvier 1943, est imposée au Gouvernement français : passé cette date, les commandants des régions militaires impliqués seraient tenus pour personnellement responsables. Pendant l'année 1943, un courant permanent d'officiers d'active passe par l'Espagne pour rejoindre l'Afrique du Nord. Quelque 12 000 civils ou militaires rejoignent ainsi l'Afrique du Nord.
Malgré la perte de confiance de la part de l'Armée allemande résultant de la découverte des dépôts d'armes camouflés, le général Bridoux, qui conserve le titre de secrétaire d'État à la Guerre, poursuit ses efforts pour reconstituer des unités armées dépendant de son ministère mais le maréchal Von Rundstedt refuse que l'unité censée défendre la Tunisie contre les Alliés et que l'on appellera la Phalange africaine ait le moindre lien avec une organisation militaire française. De toute façon, les officiers de l'ancienne Armée de Vichy ne sont pas plus volontaires pour servir dans la Phalange qu'ils ne le sont pour la LVF en dépit de l'engagement du capitaine Bridoux, le propre fils du général.
Pierre Laval obtient d'Hitler à Berchtesgaden, le 30 avril 1943, de pouvoir créer une force militaire de petite taille. La loi est promulguée le 15 juillet 1943 et, le 23 juillet 1943, Bridoux parvient quand même à former le Premier régiment de France composé de trois bataillons d'infanterie et de cavalerie à cheval et à bicyclette. Conçu pour maintenir les traditions, le Premier régiment prend part à des engagements contre les maquisards qui ne sont aucunement comparables aux actions de la Milice dont le secrétaire général est également secrétaire d'État à l'Intérieur. Le premier régiment finira par se fondre dans les FFI.
Le 16 février 1943, une note allemande autorise le Gouvernement français à organiser une défense aérienne du territoire. Ces unités de DCA française ne peuvent toutefois pas être stationnées à moins de 30 kilomètres de la côte. Cette unité de DCA, placée hiérarchiquement sous le contrôle du Gouvernement français, dépend opérationnellement de l'autorité allemande. D'après Robert Aron, cette DCA n'a jamais vraiment fonctionné et les Allemands demandent sa dissolution en novembre 1943. Henri Amouroux, quant à lui, indique : « Peu de D.C.A. Une maigre aviation qui fut cependant autorisée, en juillet 1941, à fabriquer en zone sud, 600 avions de guerre en contrepartie, les usines de la zone nord devaient construire 3 000 avions de transport ou d'école pour l'Allemagne. »
Les autorités d'occupation maintiennent également en activité les unités du Génie du chemin de fer et demandent à l'encadrement, officiers et sous-officiers de conserver leur uniforme et leur grade. Dans les grands ports, il subsiste également des noyaux de la Marine française qui assurent l'encadrement des arsenaux, les réparations des navires sabordés, la lutte contre les bombardements aériens (marins pompiers) ou encore le maintien de l'ordre (gendarmerie maritime).

### Les officiers de l'Armée de Vichy et la Résistance
Les officiers de l'armée de Vichy sont très peu nombreux à rejoindre les rangs de la Résistance intérieure et à devenir clandestins. À l'engagement des officiers dans la Résistance intérieure française s'oppose la réputation que cette dernière est une source de désordre social. L'Organisation de résistance de l'Armée (ORA), purement militaire, attire un certain nombre d'officiers. Des exemples en sont fournis dans le Sud-Ouest par le Corps franc Pommiès et dans le Centre par la brigade Charles Martel du colonel Chomel.

## Insignes de tenues de sport

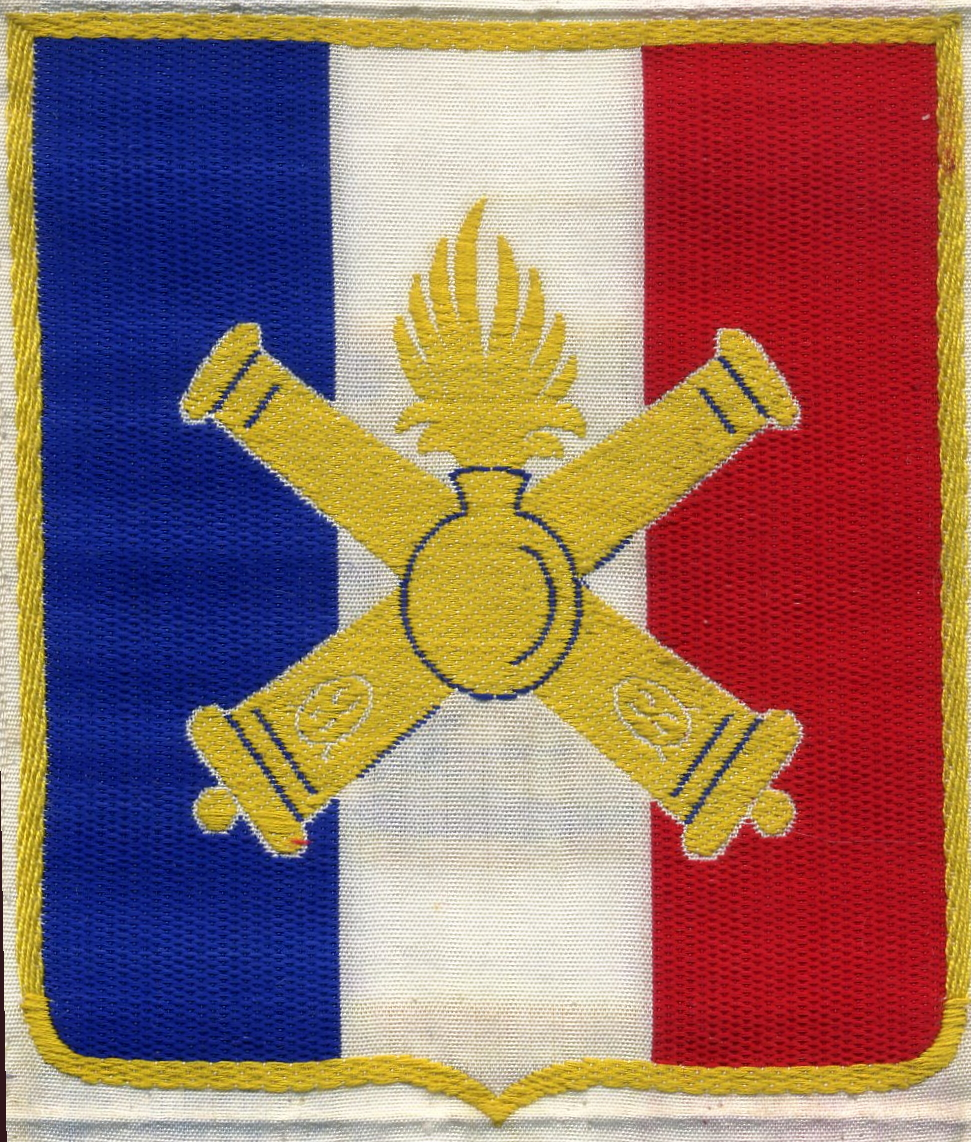
Artillerie
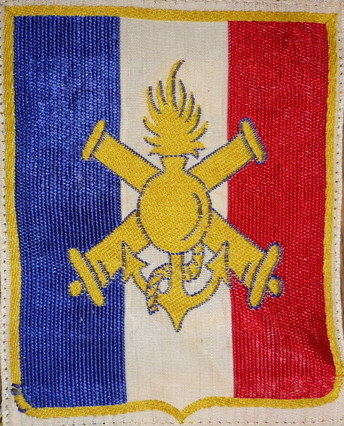
Artillerie coloniale
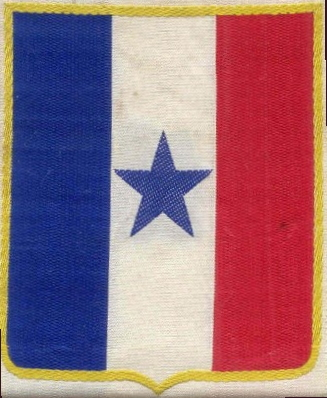
Cavalerie
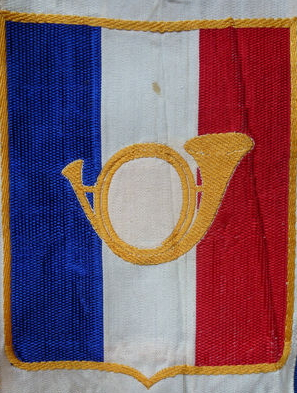
Chasseurs alpins
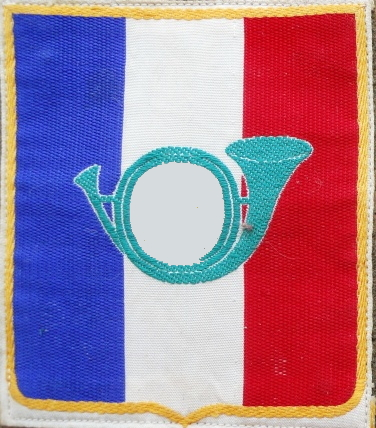
Chasseurs à pied
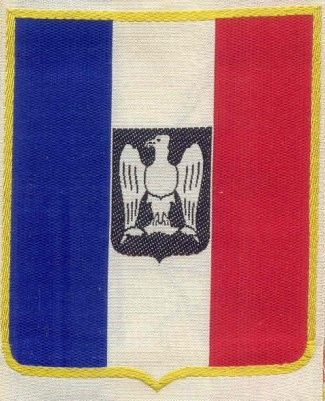
Garde (Gendarmerie)
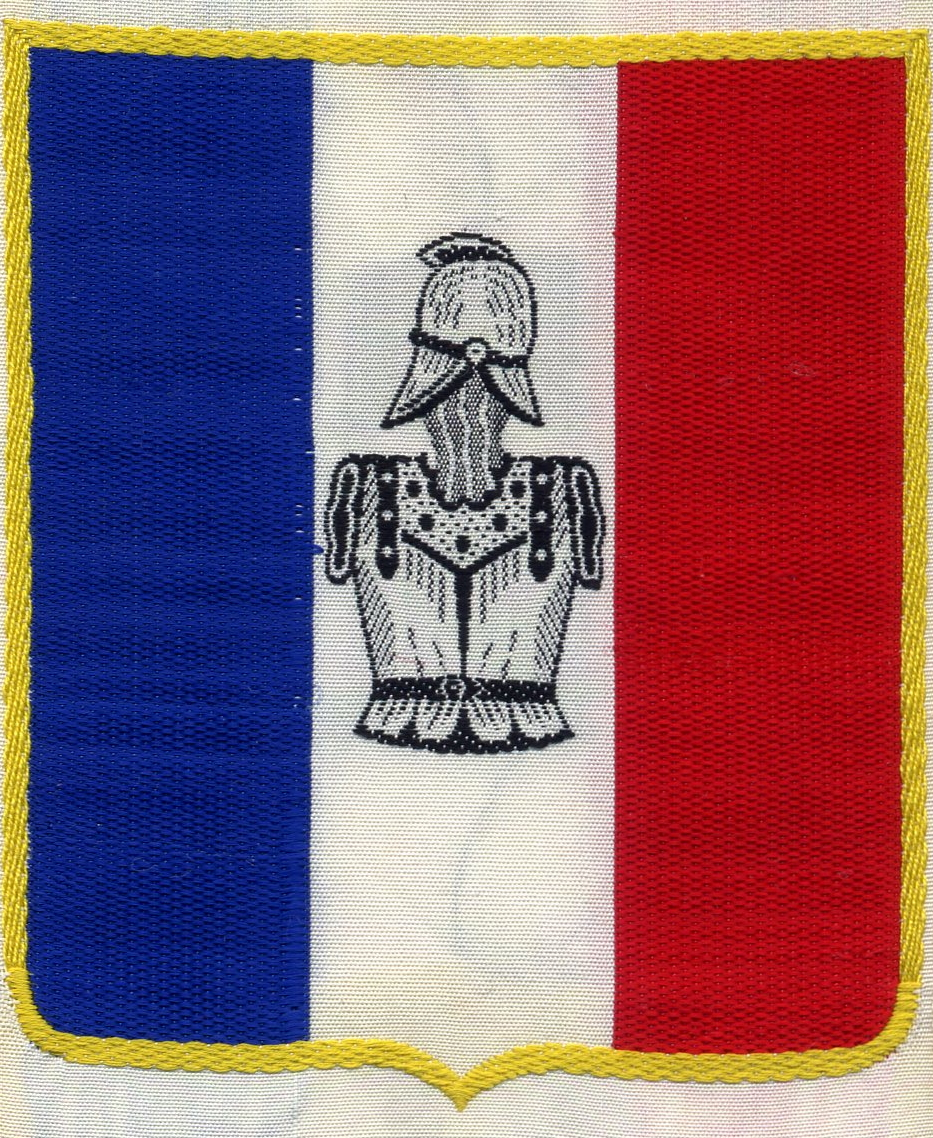
Génie
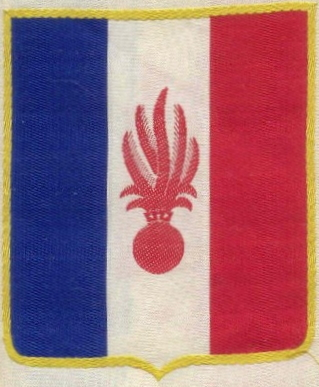
Infanterie
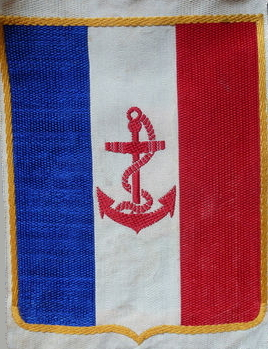
Infanterie coloniale
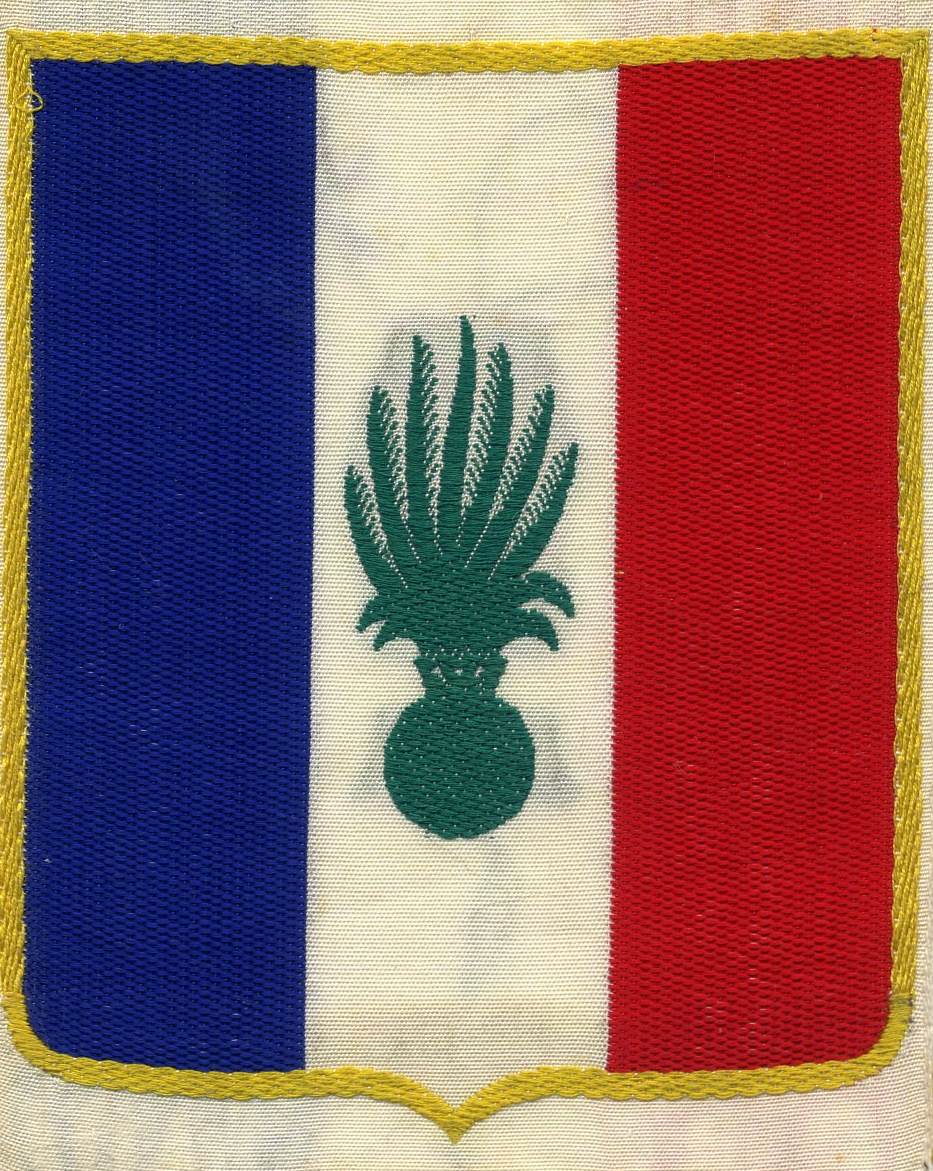
Légion étrangère
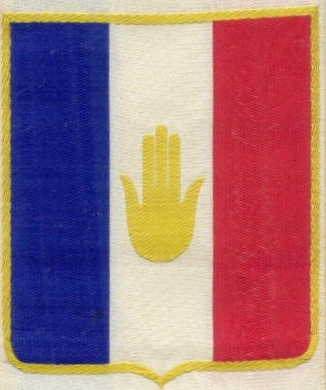
Tirailleurs algériens
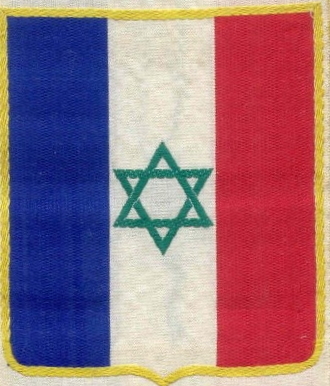
Tirailleurs marocains
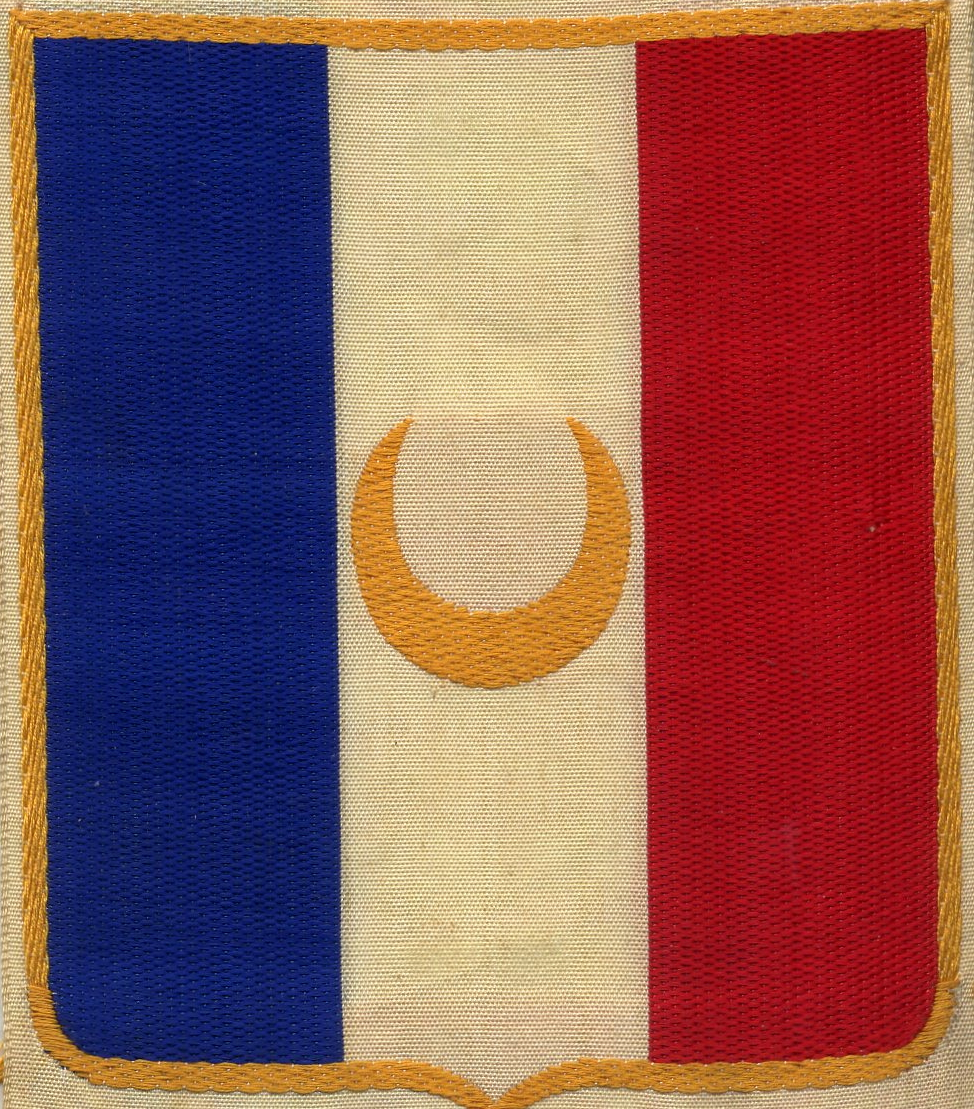
Tirailleurs tunisiens
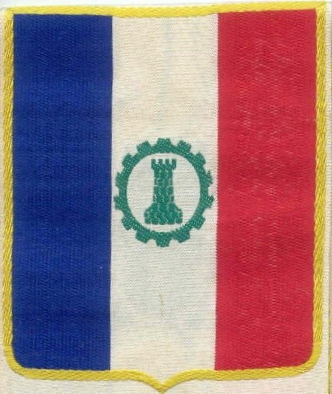
Train
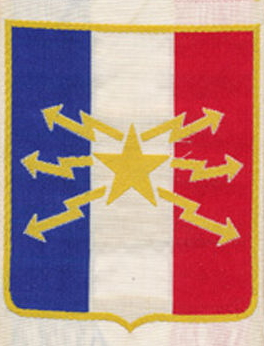
Transmissions
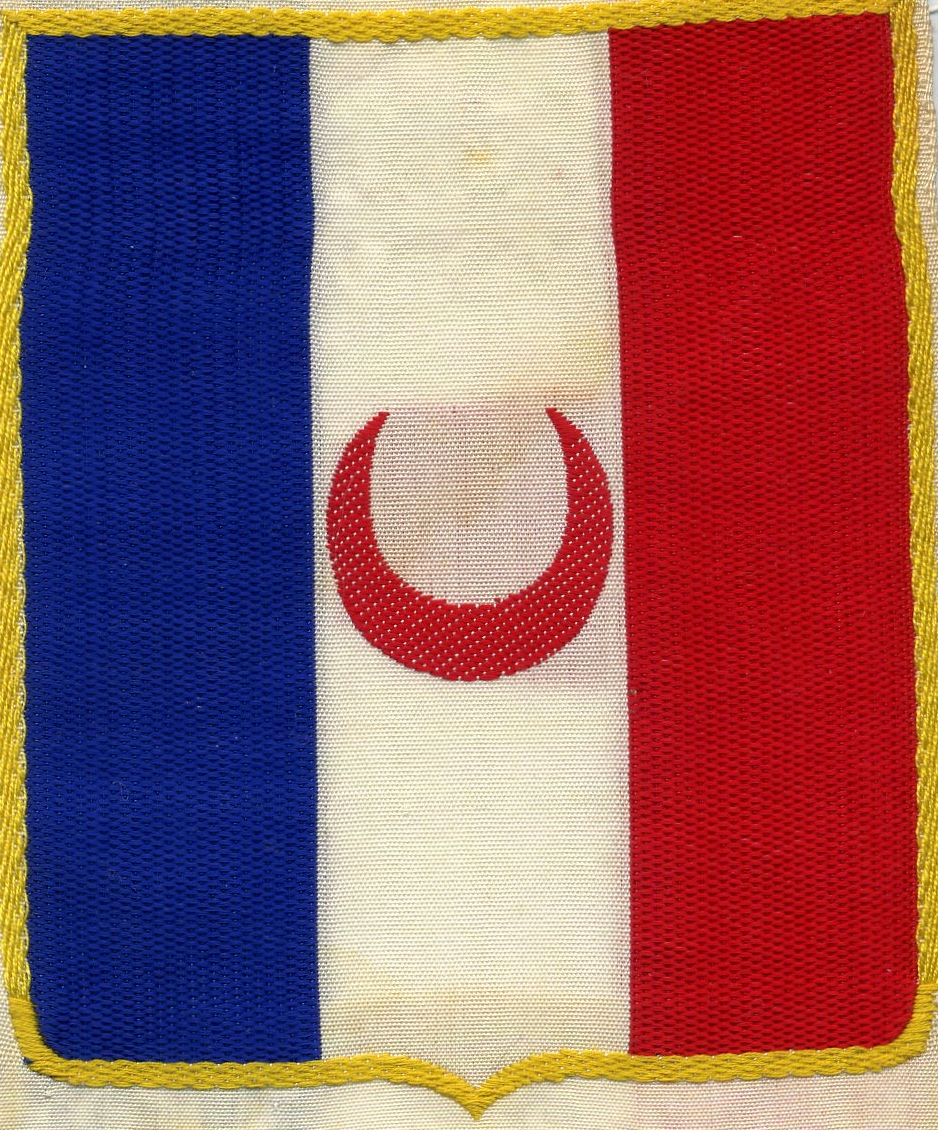
Zouaves
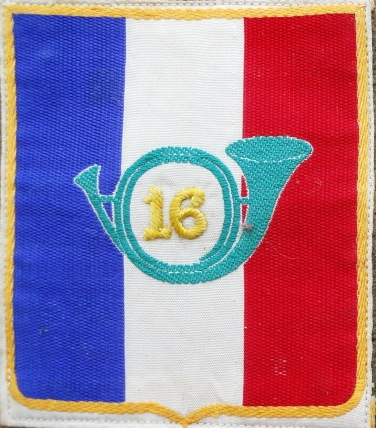
16e chasseurs à pied
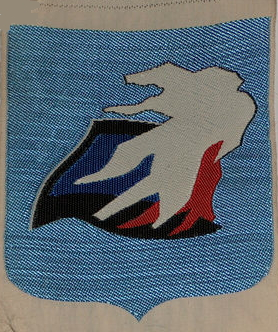
École spéciale militaire
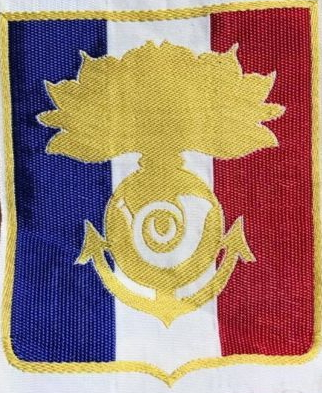
École militaire d'infanterie